# Naturstein

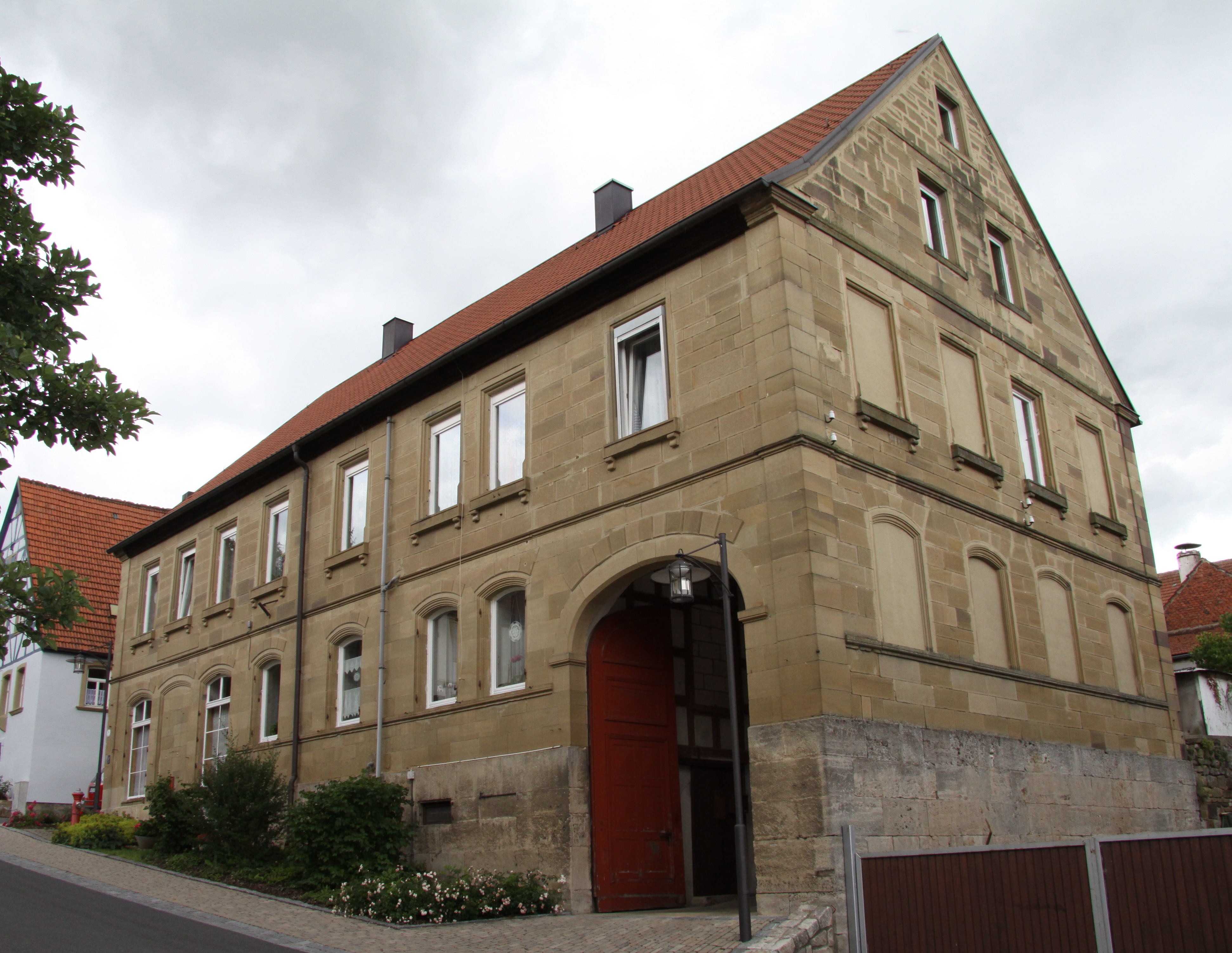
Haus aus Naturstein (Fassade aus Gnodstädter Sandstein und Sockel aus Kirchheimer Muschelkalk)

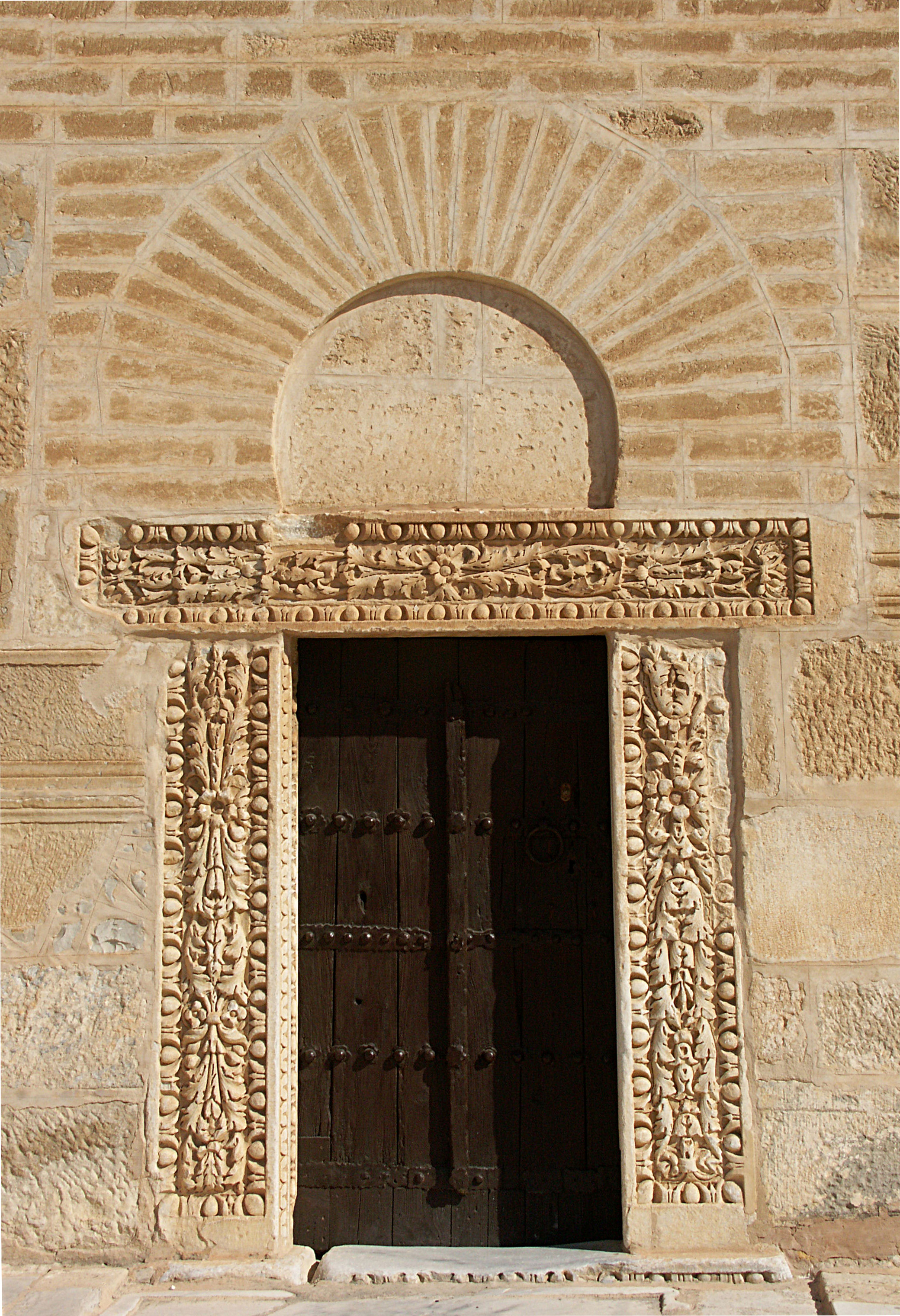
Ornamental gestaltetes Türgewände am Minarett der Großen Moschee von Kairouan

Als Naturstein bezeichnet man ganz allgemein alle Gesteine, wie man sie in der Natur vorfindet, sofern man sie als wirtschaftliches Gut betrachtet oder erwirbt. Naturstein als gesägtes oder behauenes Produkt wird als Naturwerkstein bezeichnet, undimensionierter Naturstein als Bruchstein bzw. Brecherprodukt und als Feldstein.

## Abgrenzung
Ein Berg aus Stein oder ein Fels in der Natur ist mit Naturstein sicherlich umgangssprachlich korrekt bezeichnet. Mineralogen und Geologen verwenden für Naturstein ausschließlich den Begriff Gestein; und sie definieren Gestein als ein „Gemenge von Mineralen“. Sofern Natursteine wirtschaftlich betrachtet oder bearbeitet werden, handelt es sich um Naturwerksteine oder um Bruchsteine. Die Regeln der Technik für die Bearbeitung von Naturwerkstein der Steinmetzen und Steinbildhauer, die Werksteine verarbeiten, sind unter anderen in Deutschland in der DIN 18332 niedergeschrieben. Der Begriff Naturwerkstein ist gewerksüblich. Die Naturwerkstein-DIN gilt nicht für den Straßenbau und Pflasterarbeiten aus Naturstein. Im sprachlichen Gegensatz zu den Naturwerksteinen stehen die vom Menschen hergestellten Steine, zum Beispiel Ziegelsteine. Man bezeichnet diese auch als künstliche Steine.

## Vorkommen der Naturwerksteine

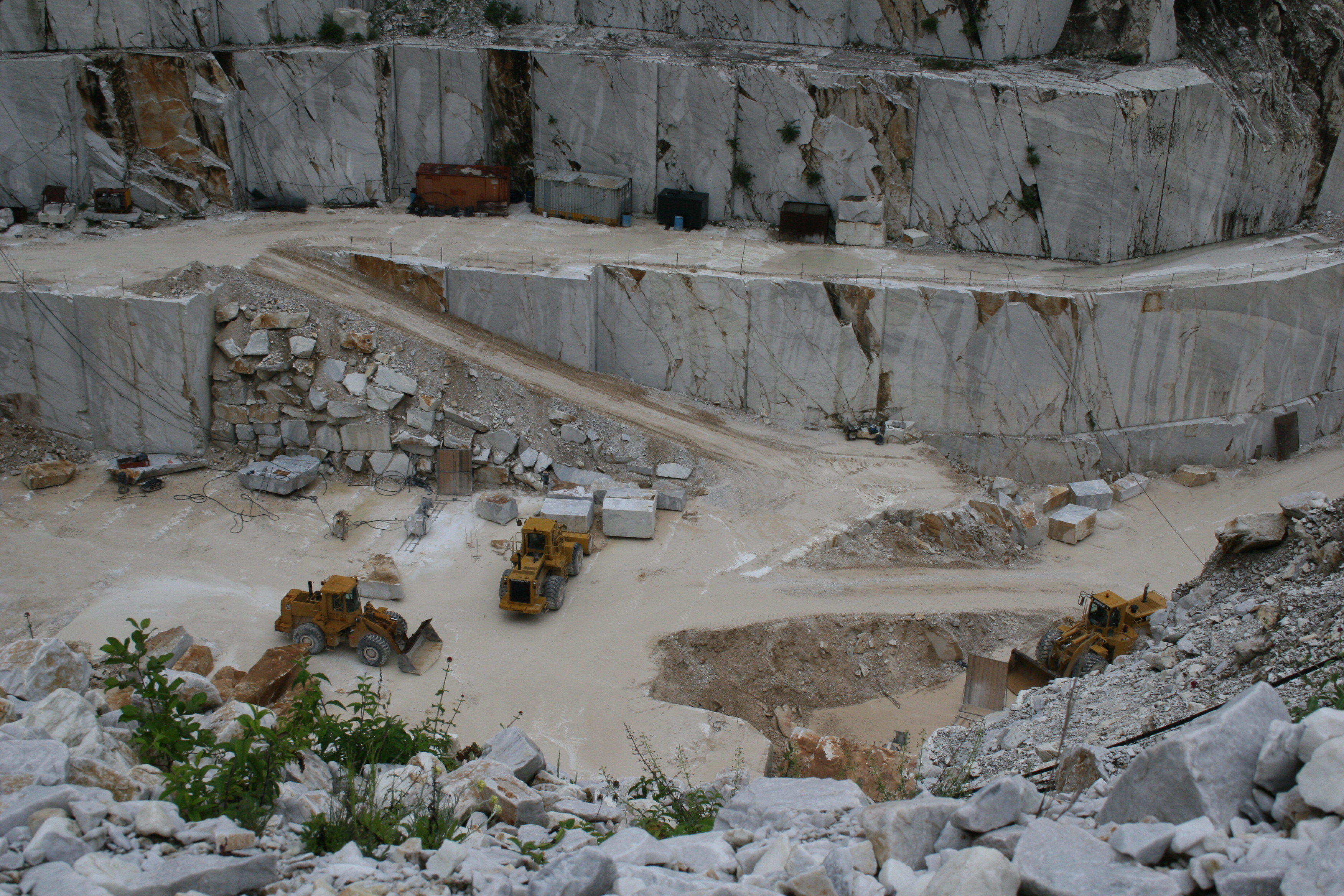
Marmorsteinbruch bei Carrara

Die heutzutage vorwiegend in Europa verwendeten Naturwerksteine kommen meist aus Indien, China, Südafrika, Brasilien, Italien, Türkei, Spanien und Skandinavien. Das größte regionale Abbaugebiet liegt um Rustenburg in Südafrika, wo die Handelssorte Impala, ein Gabbro, abgebaut wird. Es gibt in Deutschland nahezu in allen Bundesländern regionale Gesteinsvorkommen; eines der bedeutendsten wirtschaftlich genutzten Vorkommen ist der „Jura-Marmor“, ein Kalkstein in der Umgebung von Eichstätt.
Die im Baugewerbe verwendeten Naturwerksteine entstammen meistens Steinbrüchen und werden selten in Deutschland aus Kiesgruben gewonnen. Teilweise werden sie auch an der Erdoberfläche als Lesesteine für Natursteinmauerwerke aufgesammelt.

## Bezeichnung der Naturwerksteine
Mit der über Jahrtausende praktizierten Nutzung von Natursteinen ist es üblich, die jeweilige Sorte nach dem Herkunftsort oder seiner Herkunftsregion zu benennen (z. B. Giallo numidicum). Bestimmte auffällige optische Eigenschaften führten auch zu bildhaften Synonymbezeichnungen, wie „Cipollino-Marmor“ (Zwiebel-Marmor) oder „Mandorla-Marmor“ (Mandel-Marmor für Knollenkalke). Diese Namen fanden ganz unabhängig von der geographischen Herkunft für Gesteine mit vergleichbaren Dekors Verwendung. Ähnlich verhält es sich bei manchen modernen petrografischen Bezeichnungen (z. B. Brekzie – gebrochenes Gestein).
Manchmal spielten bei der Namensverwendung auch historische Zusammenhänge eine Rolle (z. B. Giallo antico), die aber nicht immer einen eindeutigen Bezug zum Abbauort deutlich machen. In der Renaissance und im Barock lassen sich Namensbezeichnungen beobachten, die einen antiken Bezug haben, obwohl das damit bezeichnete Material nicht von dem Abbauort zur Zeit der Antike stammte.
Die Wahl der Handelsnamen von Natursteinen gehört ebenso zum kulturellen Reichtum der Menschheitsgeschichte wie die hinterlassenen Zeugnisse aus diesen Materialien selbst. Man kann es als Selbstverständlichkeit und Bereicherung betrachten, dass abbauende Betriebe und Verarbeiter mitunter einen klangvollen Namen für eine Gesteinssorte wählten, er sich manchmal über die Jahrhunderte an Sprachgewohnheiten anpasste oder sogar völlig veränderte. Die Namensvarianten bereits länger verwendeter Gesteine unterlagen immer sprachlichen, modischen, technischen, wirtschaftlichen oder politischen Einflüssen. Die Situation ist mit den Wandlungen von Familien- und Ortsnamen vergleichbar.
Es gehört heute zu den sprachlichen Selbstverständlichkeiten, dass für einzelne Natursteinsorten weltweit verschiedene Namen in Verwendung sind. Bereits die schwierige Sprechbarkeit regionaler Bezeichnungen lassen Modifikationen sinnvoll erscheinen und werden in diesem Sinne eingesetzt. Oft ist von Europa aus nur schwer klärbar, warum verschiedene Namen in Anwendung sind (Sortendifferenzierung im Steinbruch, Sortendifferenzierung benachbarter Steinbruchsareale, regionale sprachliche Eigenheiten).
In Einzelfällen wird mit der Namensvergabe versucht, ein Vertriebsmonopol aufzubauen. Das äußert sich dahingehend, dass bei Angebotsaufforderungen nur eine ganz bestimmte Natursteinsorte anzubieten ist, über die nur ein Lieferant verfügt. Alternative Sorten dürfen nicht ins Angebotsverfahren aufgenommen werden, weil dann ein Ausschluss vom Bieterwettbewerb droht. Dadurch werden alternative Anbieter und alternative Gesteinssorten von Mitkonkurrenten ausgeschlossen. Einige Lieferanten von Natursteinsorten bedienen sich in obigem Sinne des Markengesetzes. Dabei kommt es zu der Erscheinung, dass beispielsweise die Verwendung des Namens der Natursteinsorte Ajax, einem griechischen Marmor, nur bestimmten Lieferanten erlaubt ist und eine diesbezügliche Verwendung oder Angebot durch andere Lieferanten einen wettbewerbsrechtlichen Verstoß darstellt.
Die Wahl des Handelsnamens für Naturwerksteine erscheint oft willkürlich und ins Benehmen der Hersteller oder Lieferanten gestellt. So gibt es zahlreiche irreführende Handelsnamen wie beispielsweise den Handelsnamen Belgisch-Granit, der kein Granit, sondern ein Kalkstein ist, oder einen Naturstein Caribian Blue, der nicht in der Karibik, sondern in Skandinavien gebrochen wird. In manchen Fällen sind die Gründe für die Namenswahl nachvollziehbar.
Nach Inkrafttreten der europäischen Normen EN 12670: Naturstein – Terminologie und EN 12440: Naturstein – Kriterien für die Bezeichnung ist neben dem Handelsnamen, der wie bisher willkürlich durch den Hersteller vergeben werden kann, auch die genaue wissenschaftliche Gesteinsbezeichnung, genannt petrographische Familie anzugeben. Des Weiteren sind die typische Gesteinsfarbe sowie die Ortsangabe des Gebietes oder des Steinbruchs so genau wie möglich und mindestens die Stadt oder Gemeinde, das Gebiet oder Land, in dem der Steinbruch liegt, anzugeben. Anzugeben ist ferner in Ausschreibungen, die Gesteinsbearbeitung, natürliche Eigenschaften, der petrographischer Name und das geologische Zeitalter. Damit dürfte die künftige Verwendung von bekannten Handelsnamen für ähnliche Naturwerksteine aus völlig anderen Regionen und mit abweichenden Qualitäten erheblich erschwert sein.
Es wird mit der EN 12670 beabsichtigt, sachliche und verlässliche Informationen für eine bestimmte Gesteinssorte zu erlangen. Ob sich kulturell verwurzelte und regional gerechtfertigte Namensformen über die Köpfe von Eigentümern, Verarbeitern und Kulturregionen hinweg beeinflussen lassen, wird der zu beobachtenden allgemeinen Akzeptanz anheimgestellt bleiben.

## Definitionen von Naturstein

### Definition nach Erscheinungsform
Natursteine lassen sich nach ihrer Erscheinungsform zunächst einteilen in
1. Lockergestein und in
2. Festgestein.

Lockergesteine sind keine Naturwerksteine.

### Definition nach Technik
Naturwerksteine lassen sich nach technischen Verarbeitungskriterien in
1. Hartgestein und in
2. Weichgestein einteilen.

Diese Einteilung ist für Praxis in den Steinmetzwerkstätten, in der die Werksteine manuell bearbeitet, maschinell gesägt oder geschliffen werden, zur Einschätzung mechanischer Beanspruchungen geeignet. Aus dieser Einteilung können Steinfachleute insbesondere ihren Werkzeugeinsatz bestimmen. Letztendliche Aussagen über die Gebrauchseigenschaften bzw. späteren Einbau- und Verwendungsmöglichkeiten hängen, ganz allgemein gesprochen, von den zu erwartenden chemischen Angriffen oder von den Umweltfaktoren, denen Natursteine ausgesetzt sind, ab. Beispielsweise kann das Weichgestein Dolomit säurebeständiger sein, als das Hartgestein Basanit. Auch die Wasseraufnahme und das Verwitterungsverhalten kann aus der Unterscheidung letztendlich nicht abgeleitet werden. Zur Beurteilung von geeigneten Naturwerksteinen vor einem Einbau gehören profunde gesteinskundliche Kenntnisse. Ferner ist zu beachten: Naturwerksteine unterliegen Eignungsprüfungen deutscher bzw. europäischer Normen (siehe weiter unten), insbesondere dann, wenn sie in den Handel gebracht werden.

### Wissenschaftliche Definition
Natursteine lassen sich nach naturwissenschaftlichen Kriterien, entsprechend ihrer Entstehung (Genese), in drei Gesteinsklassen unterteilen.
1. Erstarrungsgestein (Magmatite): Durch Erstarrung (Kristallisation) von Magma aus dem Erdinneren bildet sich magmatisches Gestein. Man unterscheidet in Plutonite, die in den Tiefen der Erde (> 5 km) als Tiefengestein entstanden, Subvulkanite, die in Tiefen zwischen 0 und 5000 Metern erkaltet sind und in Vulkanite, die vulkanischen Ursprungs (Ergußgestein) sind.
2. Ablagerungsgestein (Sedimentite): Durch die Ablagerung oder Bildung von Sedimenten an der Erdoberfläche entsteht durch Druck und ggf. Temperatur ein Sedimentgestein.
3. Umwandlungsgestein (Metamorphite): Durch Umwandlung unter bestimmten Druck und Temperaturverhältnissen entstehen metamorphe Gesteine.

In den Naturwissenschaften wird ausschließlich der Begriff Gestein verwendet. Diese Kategorie kann nicht auf Naturwerksteine übertragen werden, da z. B. Salzgestein wissenschaftlich als Gestein klassifiziert wird. Ein Einbau von Salzgestein hätte im Bauwesen aus vielfachen Gründen fatale Folgen und es wird daher nicht im Bereich der Technik verwendet. Ähnliches gilt für weitere Gesteine nach wissenschaftlicher Kategorisierung wie beispielsweise Kreide, Kieselgur, Anhydrit, Naturgips usw.

## Verwendung von Naturstein

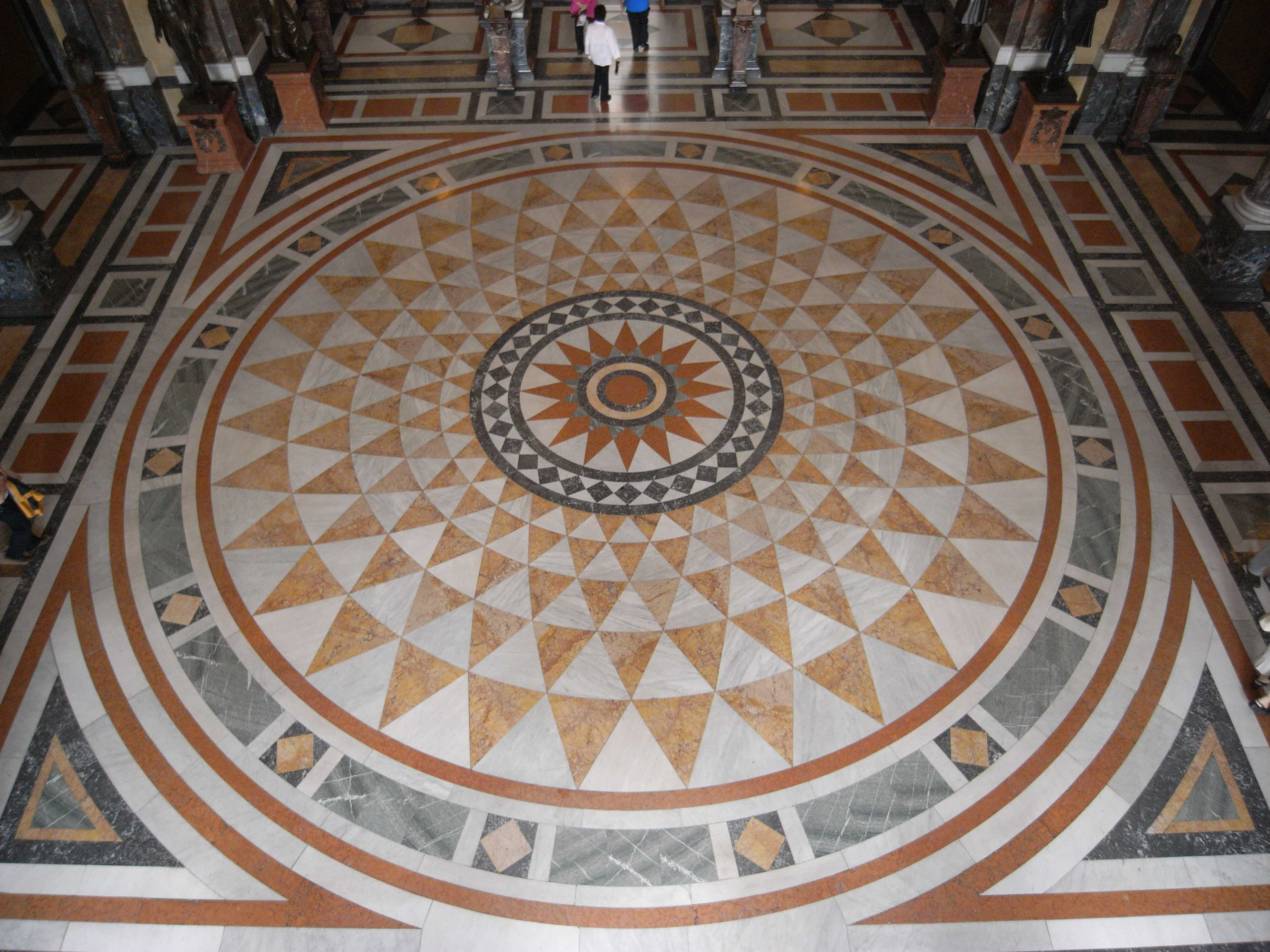
Fußboden mit einer Komposition verschiedener Natursteine in Prag

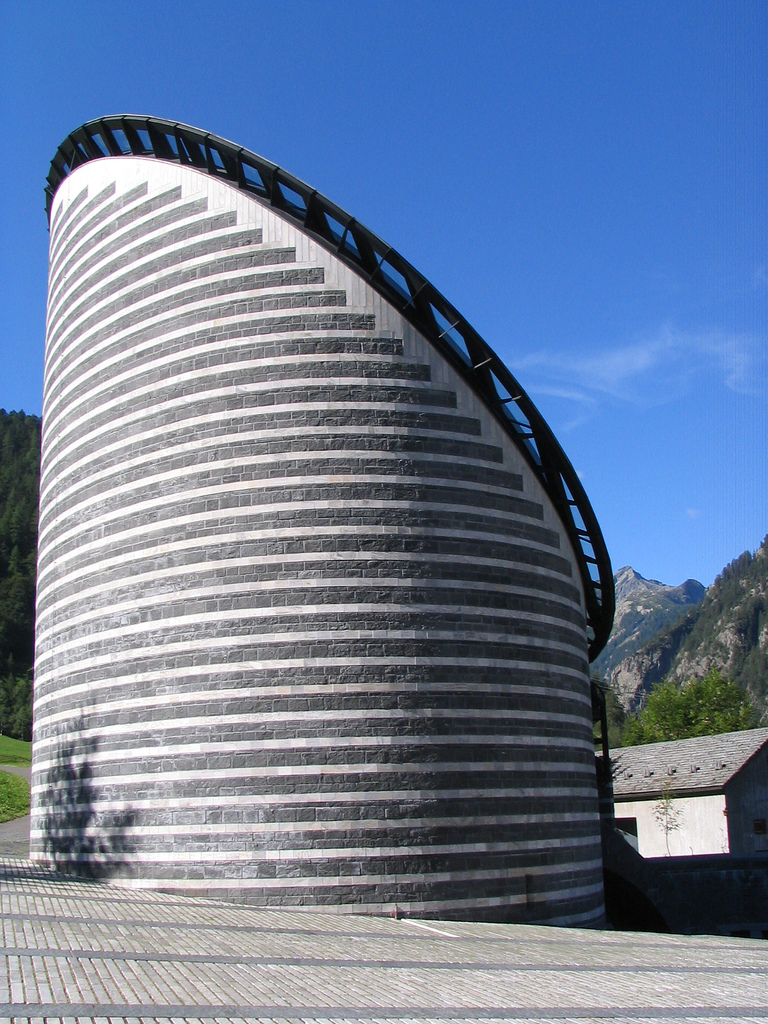
Geometrische Flächengestaltung mit Marmor und Gneis an einer Kirche in Mogno (Entwurf Mario Botta)

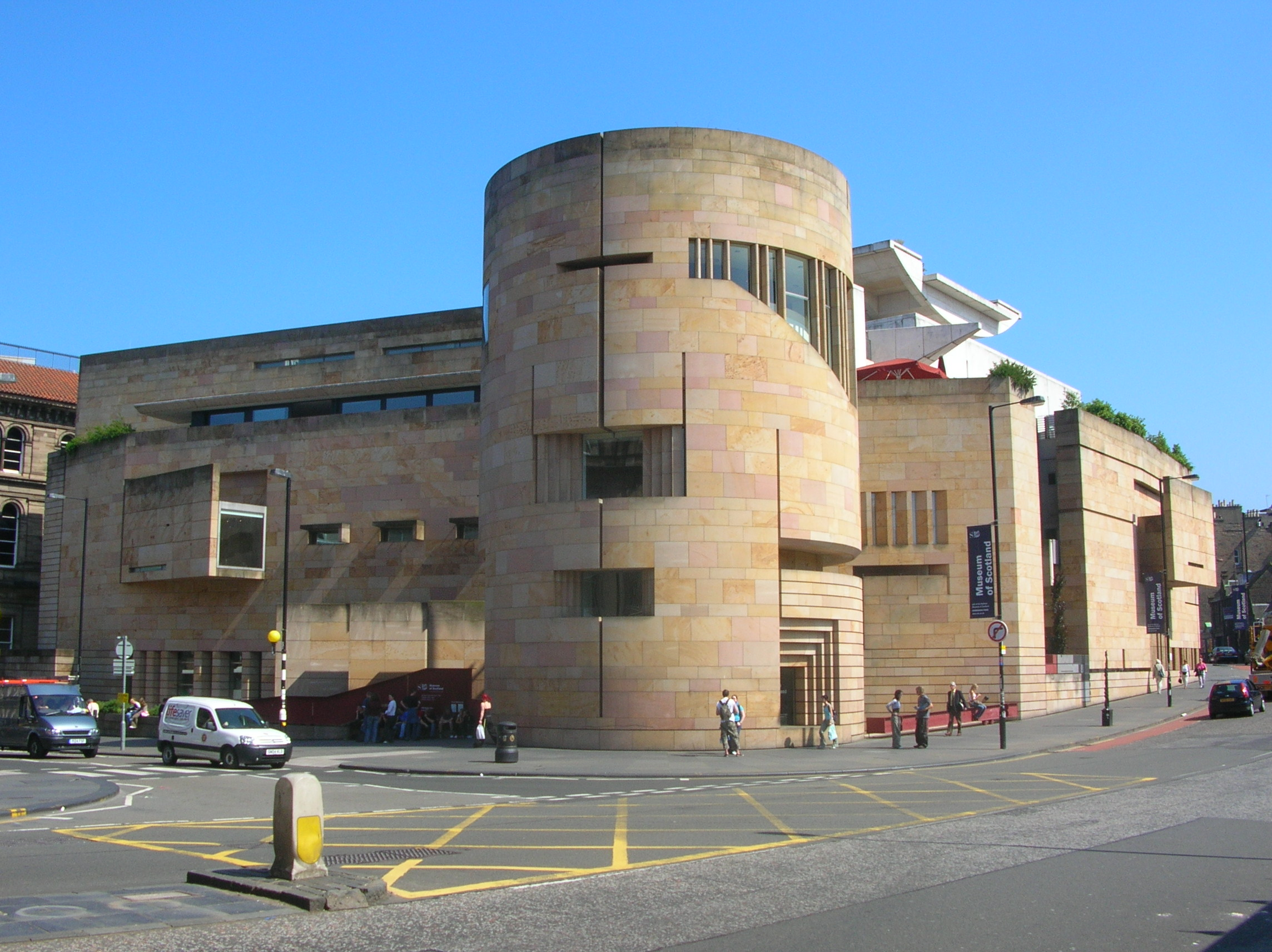
Museum of Scotland in Edinburgh, Sandstein mit natürlichem Farbspiel

## Verwendung im Alltag
Natursteine werden sowohl in der Industrie (Zementherstellung, Schotter, Granulate), im Gartenbau, Innenausbau (Fassadenverkleidungen, Küchenarbeitsplatten, Waschtische, Treppen, Bodenbelag, Fensterbänke, Werkstein im Allgemeinen), in der Grabmal-Herstellung, für Außenfassaden und bei Restaurierungen als auch in der Steinbildhauerei (Denkmäler, Skulpturen) sowie als Natursteinmauerwerk verwendet. Wird der Naturstein als Gesteinskörnung benutzt, so nennt man diese Produkte Betonwerkstein.
Natursteine werden in Steinbrüchen abgebaut und anschließend in steinverarbeitenden Betrieben aufs Maß gesägt und hinsichtlich der Oberflächen bearbeitet.
Unebenheiten, Farbunterschiede und Einschlüsse sind bei Natursteinen nicht zu verhindern und machen den Reiz eines Natursteines aus.
Die möglichen Gestaltungen der Steinoberflächen von Naturwerksteinen sind abhängig von einer Reihe von Faktoren, wie beispielsweise der Gesteinsfamilie, der Dicke des Materials, von Beschaffenheit der einzelnen Minerale im Gestein, Kundenwunsch usw. Naturwerkstein hat eine hohe Bandbreite an Farben und Oberflächengestaltungen, die von keinem Kunstmaterial erreicht werden. Natursteine mit gleicher oder ähnlicher Optik können sehr unterschiedliche technische Eigenschaften haben. Ein billiger Granit kann fast die gleiche Optik wie ein hochwertiger Granit haben. Eine häufige gehandelte Marmorsorte aus Carrara, wie zum Beispiel Carrara C, kann „rosten“, ein anderer Carrara C nicht, trotz gleichen Aussehens und gleicher Verlegung tritt die gelbliche Verfärbung nicht ein. Auch die technischen Daten fallen sehr unterschiedlich aus, vor allen Dingen in den Punkten Wasseraufnahme und Festigkeit. Allein die Optik sagt nicht aus, inwieweit sich ein Stein für einen bestimmten Zweck eignet. Die verschiedenen Empfindlichkeiten und Risiken sind aus dem Aussehen nicht zu erkennen.
Kalkhaltige Natursteine (Kalkstein und Marmor), Gneise, Tonschiefer sind säureempfindlich und bedürfen einer anderen Pflege und Reinigung als andere Natursteine, wenn sie als Bodenbelag verbaut werden. Granit und Basalt sind sehr harte, feste und oft dichte Natursteine. Sie werden häufig im Außenbereich verwendet, wo eine hohe Beanspruchung besteht. Kalksteine und Marmore sind weniger hart und werden meistens im Innenbereich eingesetzt oder dienen der Erstellung von Skulpturen. Ihre ästhetischen Wirkungen sind dabei ausschlaggebend. Trotzdem findet man in vielen europäischen Ländern ausreichend Beispiele für jegliche Verwendung aller Gesteinssorten. Die Frage der Eignung für einen bestimmten Zweck ist auch ein Aspekt des persönlichen Blickwinkels. Alle Materialien zeigen durch die Nutzung ihre typischen Alterungsspuren.
Bis auf ganz wenige Ausnahmen (z. B. Ölschiefer) gehören die Natursteine zur Brandklasse A. Lediglich in öffentlichen Bauten sind freitragende Treppen in Naturstein untersagt.

### Ökologische Aspekte
Ein großer Vorteil des Natursteins gegenüber anderen Materialien ist, dass bei der Gewinnung und Verarbeitung von Naturwerkstein ein wesentlich geringerer Energieaufwand als bei anderen Materialien (z. B. keramische Fliesen) erforderlich wird. Des Weiteren ist Naturstein unproblematisch hinsichtlich Entsorgungen, da er weniger Schadstoffe enthält.
In einer Nachhaltigkeitsstudie der Ökobilanzen von Fassadenkonstruktionen mit Naturstein und Glas, die der Deutsche Naturwerksteinverband (DNV) in Auftrag gegeben hatte, ist nachgewiesen worden, dass Naturstein Vorteile gegenüber manch anderen Werkstoffen bietet.

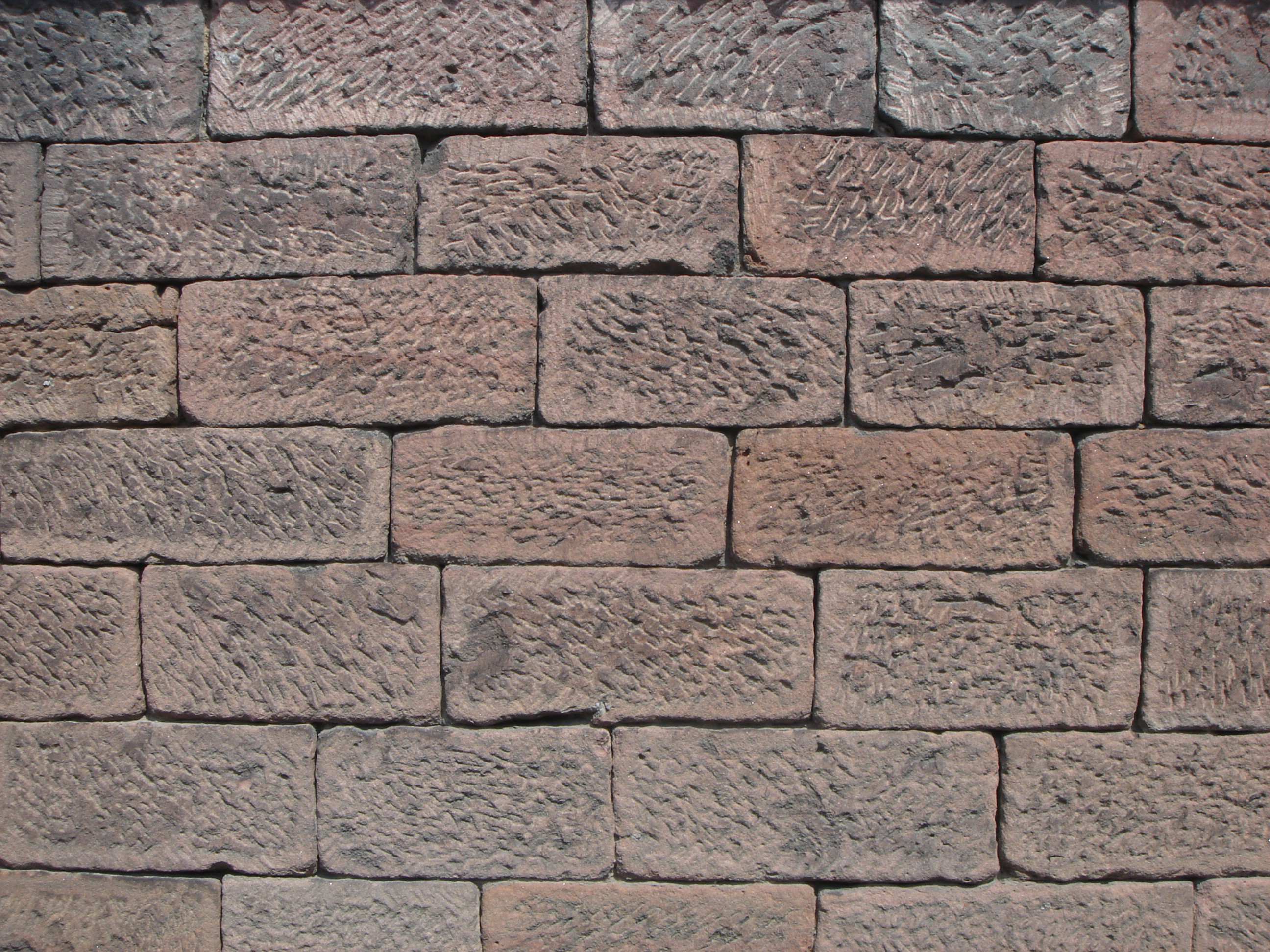
Eine Mauer aus behauenen Natursteinquadern
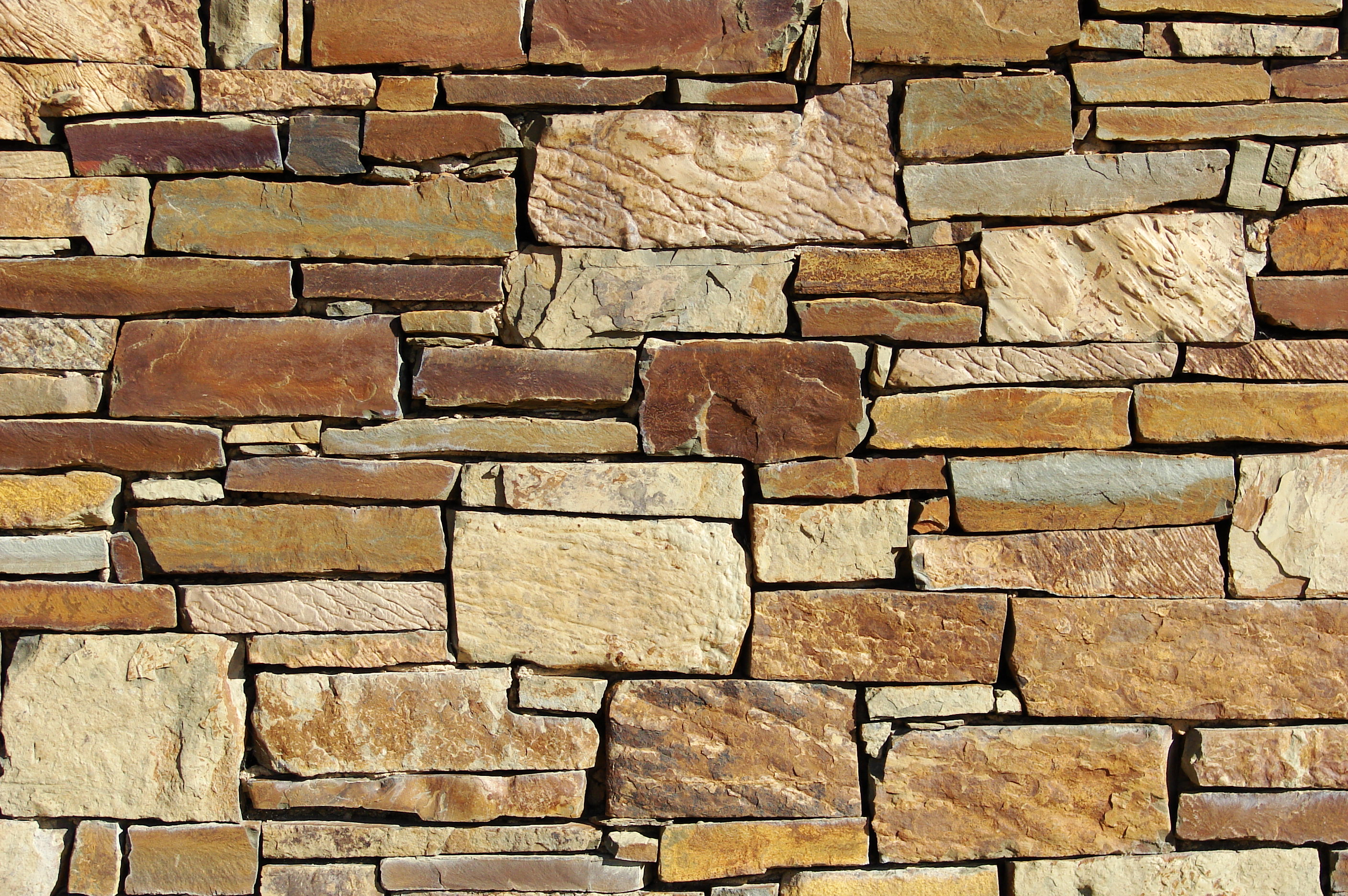
Eine Mauer aus gespaltenen Natursteinquadern
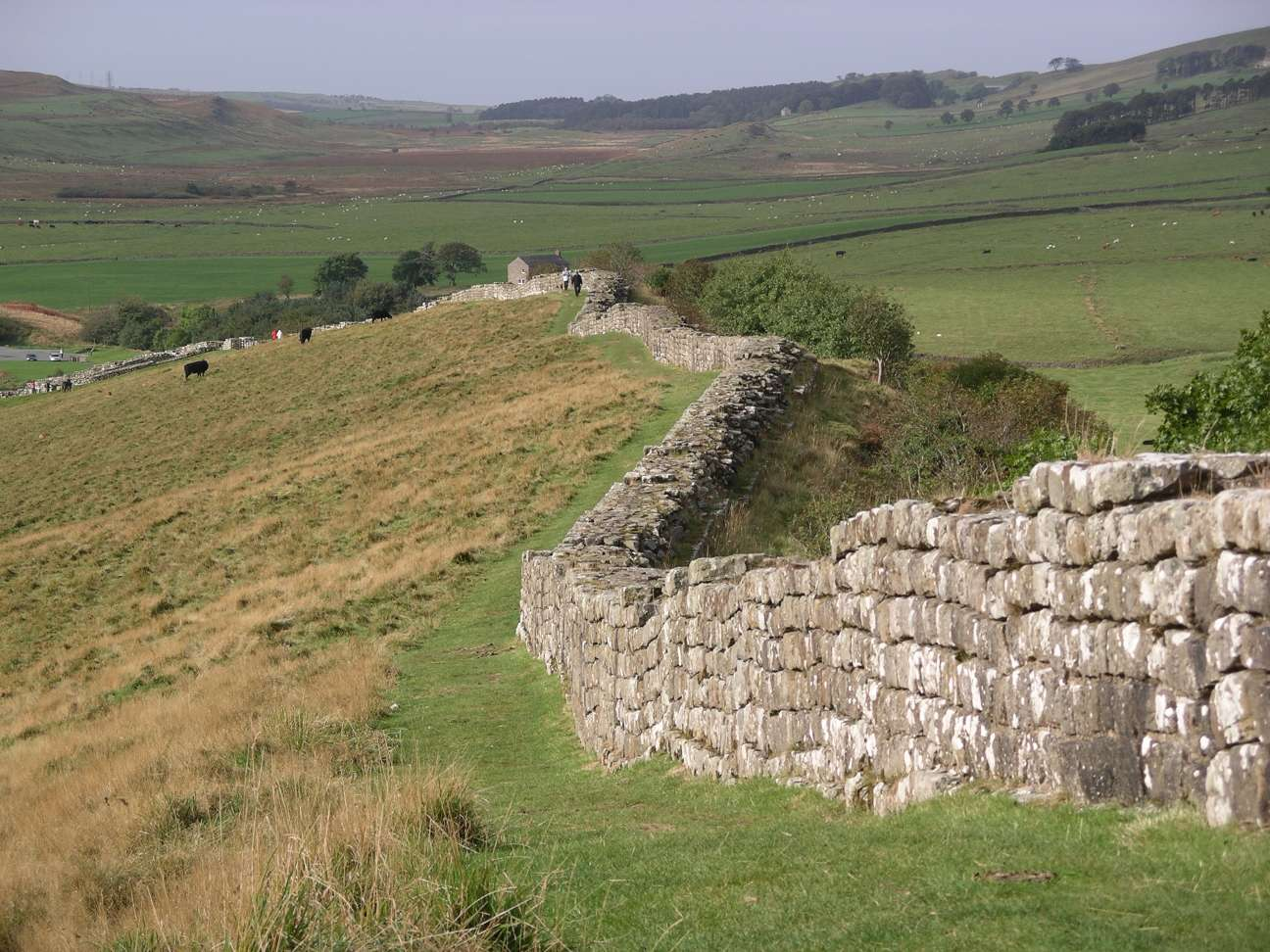
Römisches Mauerwerk vom Hadrianswall in England
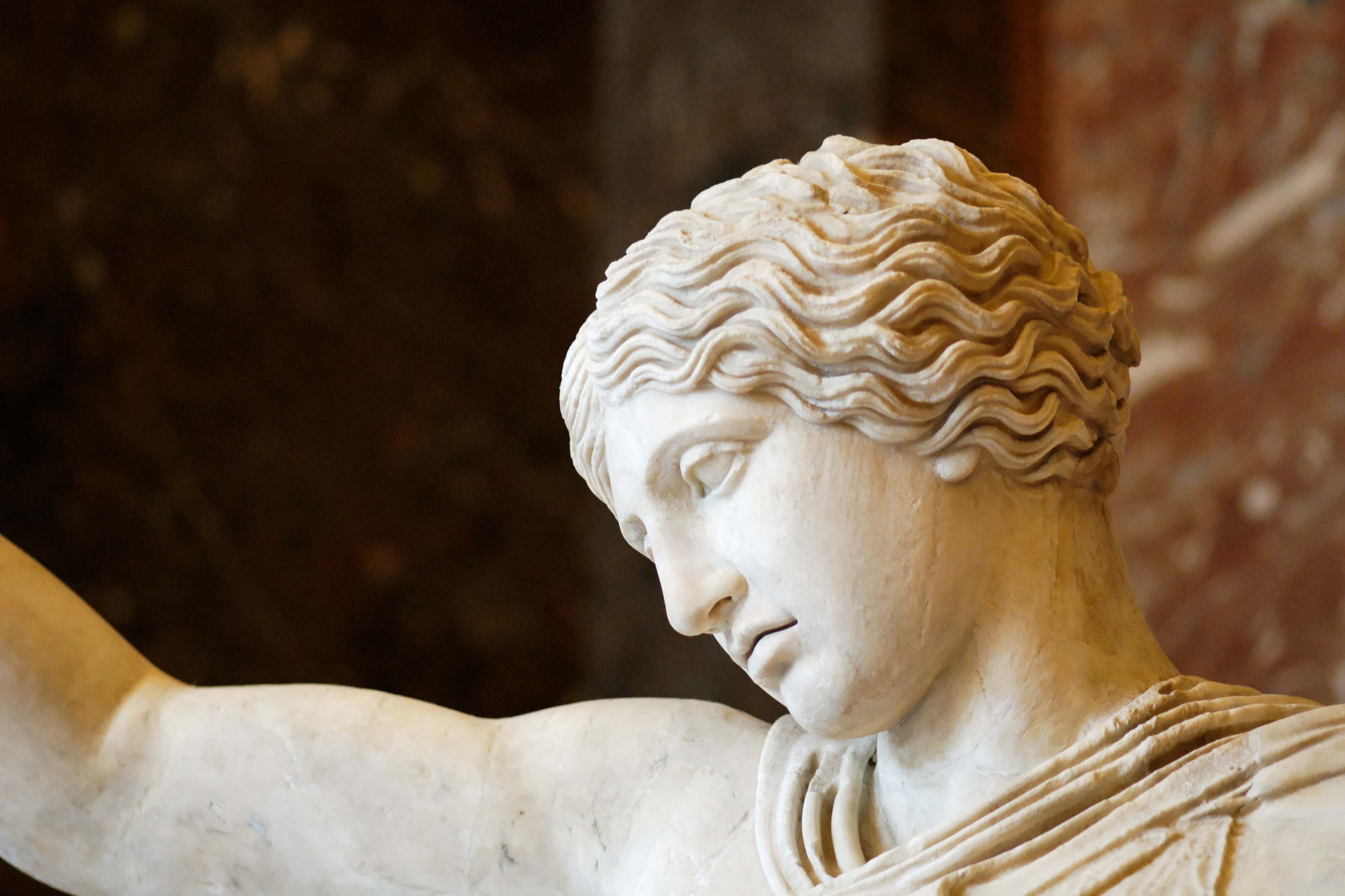
Skulptur aus Prokonnesischem Marmor
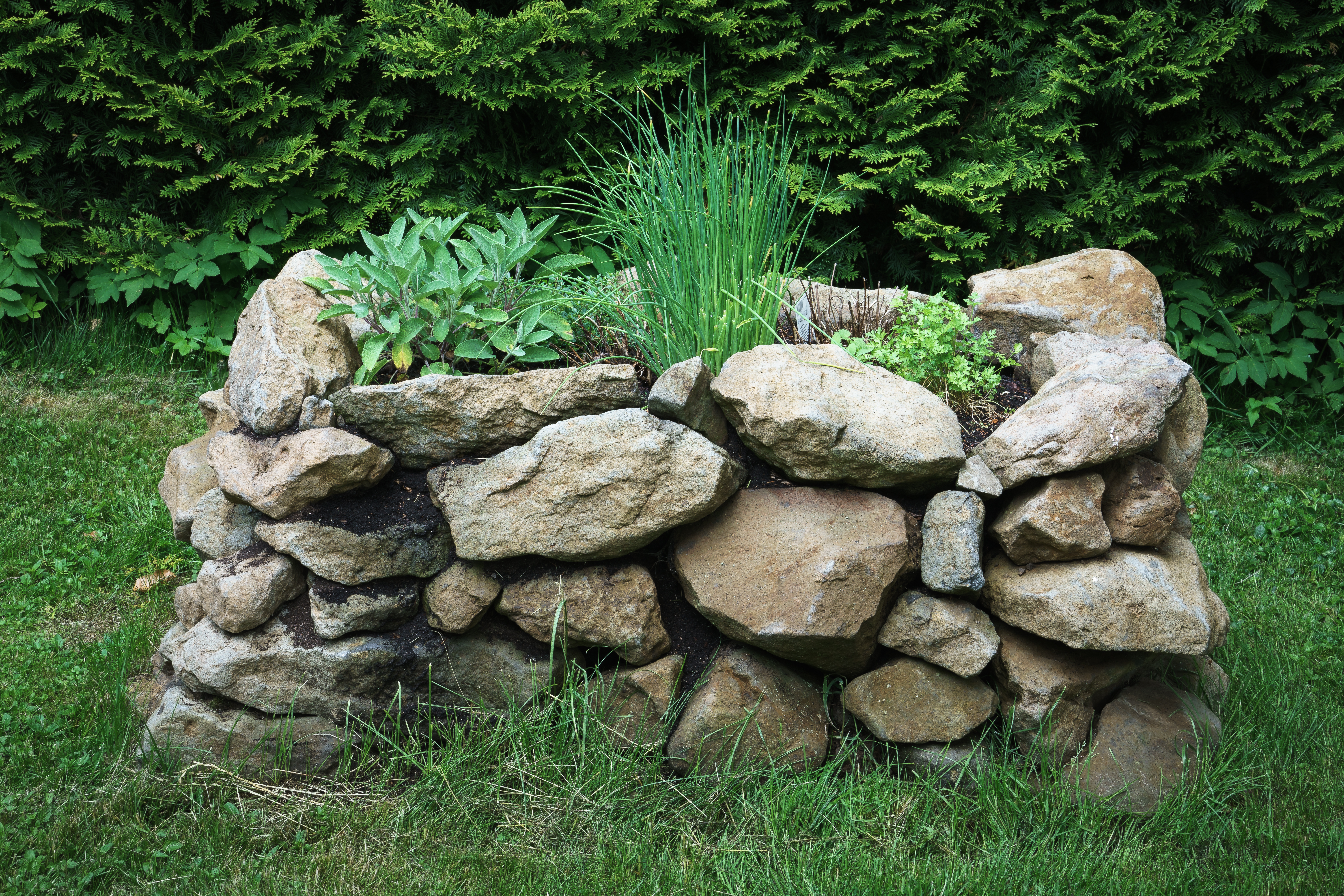
Hochbeet aus Naturstein

## Reinigung und Pflege von Natursteinen
Damit Natursteine über Jahrzehnte ihr Aussehen beibehalten, ist eine schonende Pflege unumgänglich. Hierbei ist wichtig die jeweilige Art von Naturstein mit ihren spezifischen Eigenschaften zu beachten und welchen Umwelt- und Nutzungseinflüssen dieser ausgesetzt sein soll bzw. ist. Aufgrund sehr unterschiedlicher mineralischer Zusammensetzung der Gesteine und der verschiedenen Natursteinoberflächenbearbeitungen stellen sich stark differenzierte Erscheinungsformen von Verschleiß und Verschmutzungen ein. Die Reinigung und Pflege ist entsprechend glaubwürdigen fachlichen Hinweisen anzupassen.

## Gewinnung und Verarbeitung von Naturwerkstein

### Gewinnung von Naturstein

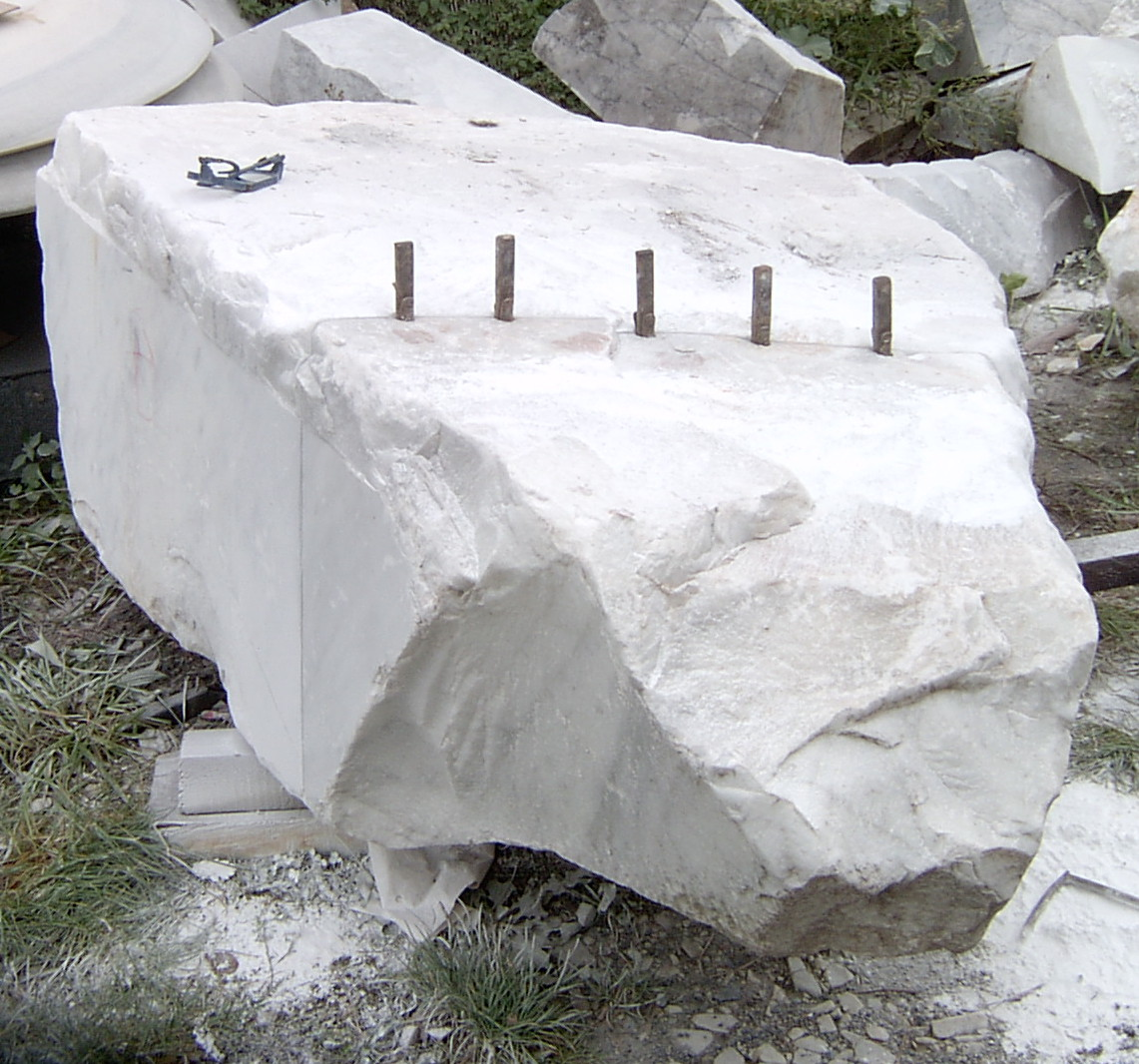
Rohblock, der zum Abspalten vorbereitet ist

Die Gewinnung von Naturwerksteinen in Steinbrüchen erfolgt heute im Wesentlichen mittels Seilsägen und Schrämen und nur noch in Ausnahmefällen mit explosiven Sprengstoffen. Seilsägen und Schrämen sägen Lösefugen ins Gestein. Sind die Steinblöcke zu groß oder zu unförmig, können sie mit Steinspaltwerkzeugen oder mit Seilsägen auf die entsprechende Größe formatiert werden. Die Rohblöcke werden innerhalb des Steinbruchs entweder mit Gittermastkranen oder heute vor allem mit Radladern transportiert. Der Abtransport zu den steinverarbeitenden Betrieben erfolgt mit LKW.

## Verarbeitung von Naturwerkstein
In den steinverarbeitenden Betrieben werden die Rohblöcke von Gattersägen in die sog. Unmaßplatten, je nach gewünschter Dicke, meist 2, 3 oder 4 cm aufgesägt. Anschließend werden die gesägten Platten in automatisierten Fertigungsstraßen geschliffen bzw. poliert. Nach diesem Arbeitsgang werden die Platten von Steinsägen in der Breite und in den Längen auf die entsprechende Größe gebracht. Ein Sonderweg ist Herstellung von Natursteinfliesen in 10 mm Stärke, die mit speziellen Sägemaschinen, wie z. B. Mehrblatt-Steinkreissägen oder mit Sägen, die mehrere Sägeblätter mit unterschiedlichen Sägeblatt-Durchmessern antreiben.
Werden Rohblöcke aus Hartgesteine in Tranchen (Tranche ist ein nach der DIN definierter Begriff für ab 8 cm dicke Steinplatten) zum Zwecke der Grabmalfertigung aufgeteilt, werden Blockkreissägen eingesetzt, die kreisrunde Sägeblätter mit einem Durchmesser bis zu 3 bis 4 m antreiben. Die Blockkreissägen haben den Vorteil gegenüber den Gattersägen, dass sie bessere Ebenheitswerte sägen. Dies hat den Vorteil, dass einzelne nachfolgende Arbeitsgänge bis zur Politur, die sonst notwendig werden, übersprungen werden können.
Die Oberflächen von Unmaßplatten werden zu meist poliert, die nicht sichtbare Rückseite verbleibt rau mit Sägespuren. Ihre Sichtfläche wird aber auch je nach Verwendungszweck unterschiedlich bearbeitet, hierbei spielt vor allem die Rutschsicherheit eine Rolle, aber auch gestalterische Überlegungen. Unmaßplatten (3,20–3,60 m (lang), 1,60–2,00 m (hoch)) aus inländischen und internationalen Natursteinen werden von Natursteinhändlern an Steinmetzbetriebe verkauft, die diese nach ihren Aufträge mit Steinsägen auf entsprechende Maße sägen.

### Übliche Formate von Natursteinplatten

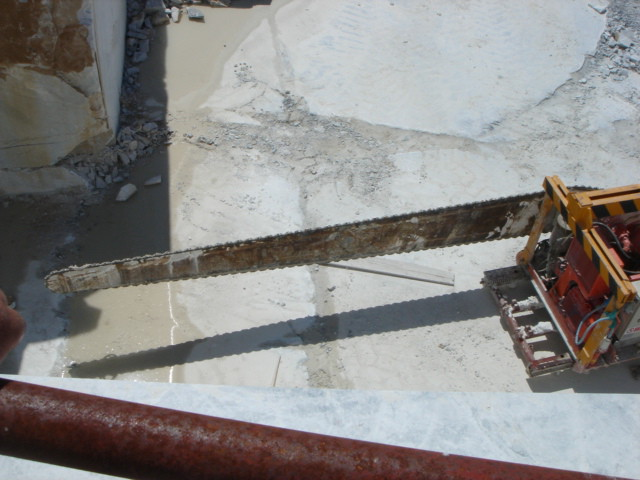
Schräme mit 5 m langem Schwert im Steinbruch

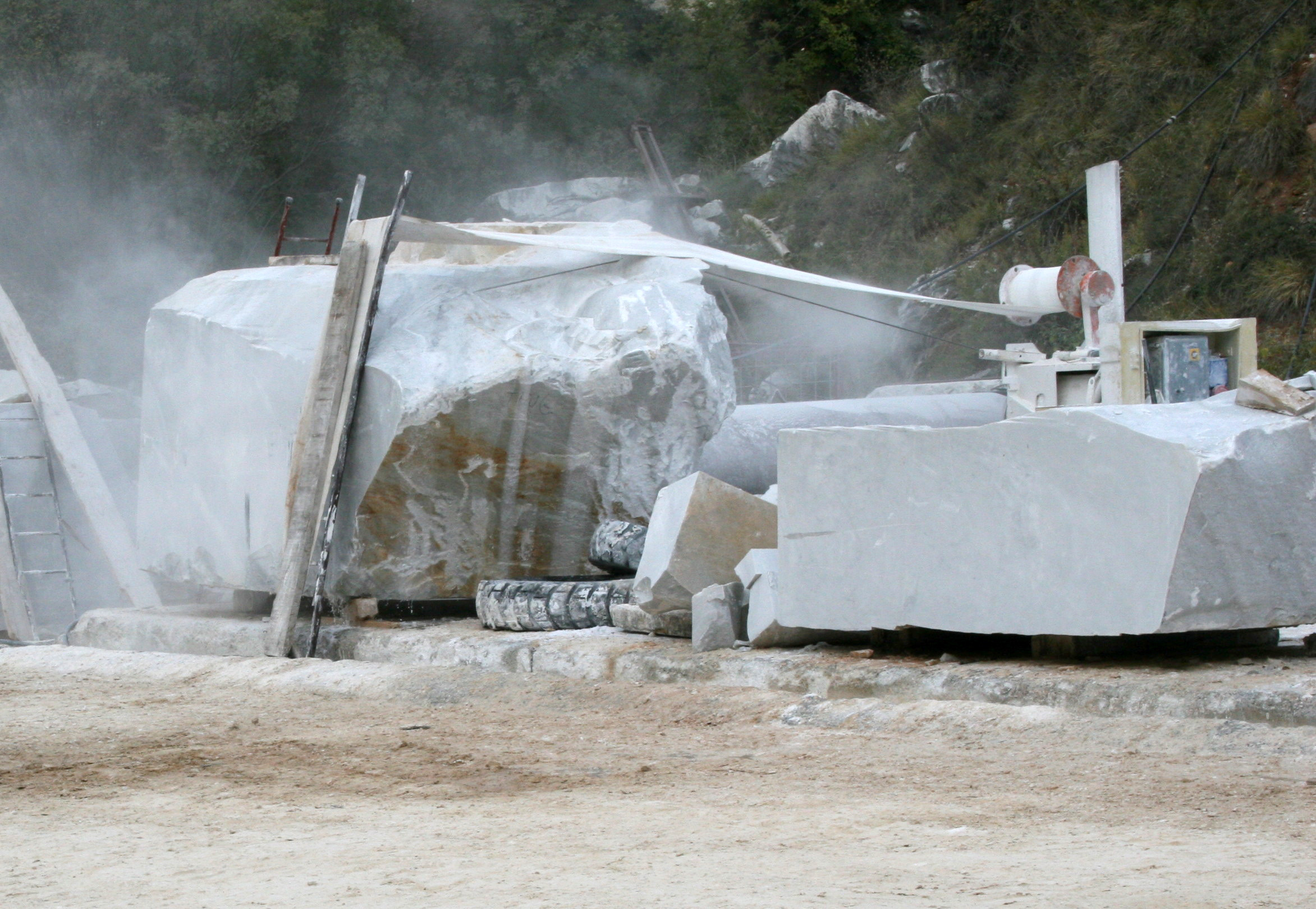
Seilsäge im Steinbruch

Bodenbelagsverbände und Plattenformate:
Es gibt mehr als 300 Verbände für Bodenbeläge aus Naturwerkstein:
- Römischer Verband mit bis zu 16 unterschiedlichen Plattenformaten
- Rosenspitz
- Bahnenbelag (Platten in unterschiedlichen Länge mit einer jeweiligen gleichen Plattenbreite (z. B. 15, 20, 25, 30 cm) werden in Längsbahnen verlegt)
- Belag mit quadratischen Platten

Nachfolgende Plattenformate sind für Bodenbeläge standardisiert:
- Bodenbelag in Bahnen: 1,5 cm; 2,0 cm, 3,0 cm Stärke: Die Platten sind in der Länge unterschiedlich, jedoch sind Bahnenbreiten von 15,0 cm, 20,0 cm, 25,0 cm, 30,0 cm, 40,0 cm üblich.
- Natursteinfliesen mit 10 mm Stärke: 30,5 × 30,5 cm; 61,0 × 30,5 cm, 30,0 × 15 cm. Auch hier sind andere Formate erhältlich.
- Natursteinpflaster: Als Großsteinpflaster, Kleinpflaster, Mosaikpflaster zwischen ca. 18 × 18 und 4 × 4 cm, oder als Steinplatte, daneben auch in Naturform.

Formate für handelsübliche Stein-Rohblöcke:
3,20–3,60 m (Länge), 1,60–2,00 m (Höhe), 1,20–1,60 m (Breite)
Formate für Treppen sind individuell:
Die Treppenauftrittsplatten sind normalerweise 3 cm, die Treppensetzstufenplatten 2 cm stark. Bei Bolzentreppen aus Naturstein werden je nach Statik, zwei 3,0–3,5 cm starke Platten mit speziellen Klebern und Kunststoffmatten verklebt, die die erforderliche Biegezugfestigkeit der Stufenplatten sichern. Bei massiven freitragenden Stufen wird die Statik entsprechend der vorhandenen Spannweite und der erforderlichen Stufenstärke errechnet.
Formate für Küchenarbeitsplatten:
Normalerweise sind die Küchenarbeitsplatten 3–4 cm stark. Es gibt Küchenplatten, die aus zwei Platten bestehen, wobei an sichtbaren Rändern schmale Sichtplatten verklebt sind. Diese Platten sind 2,0+2,0 cm stark. Neuerdings gibt es Steinplatten für die Küche, die ca. 10 mm stark gesägt werden und als Küchenarbeitsplatten – wegen Gewichtsersparnis – zum Einsatz kommen.
Kantenbearbeitungen:
Die jeweiligen Sichtflächenbearbeitungen korrespondierten mit den sichtbaren Kanten. Neben winkelrechten Kanten gibt es profilierte Kanten wie beispielsweise Fase, Rundstab, Hohlkehle und auch mehrfach zusammengesetzte Profilierungen.
Automobilarmaturen:
- Es werden Steinfolien im 1 mm-Bereich gesägt, die verformt und in einem speziellen Verfahren je nach Autotyp geformt und in Oberklassefahrzeugen eingebaut werden.

Alle anderen Formate können individuell angefertigt werden.

### Oberflächen aus Naturwerkstein
Steinoberflächen werden nach optischen und funktionellen Gesichtspunkten nachgefragt und hergestellt. Nachfolgend sind einige Steinoberflächen, die entweder handwerklich oder maschinell bzw. mit Gerätschaften hergestellt wurden, vorgestellt.

Handwerklich hergestellte Oberflächen
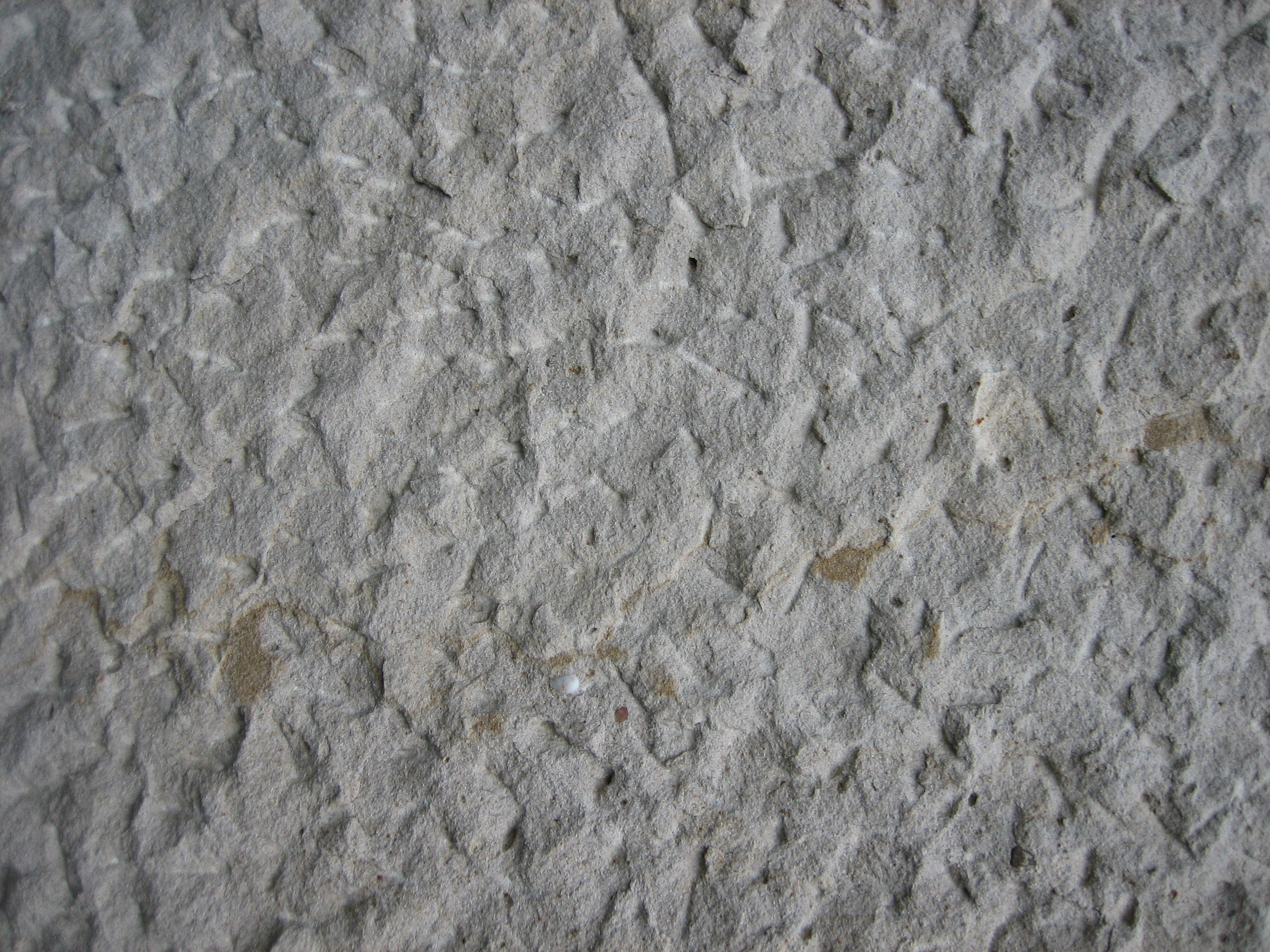
Gespitzte Steinoberfläche aus Sandstein
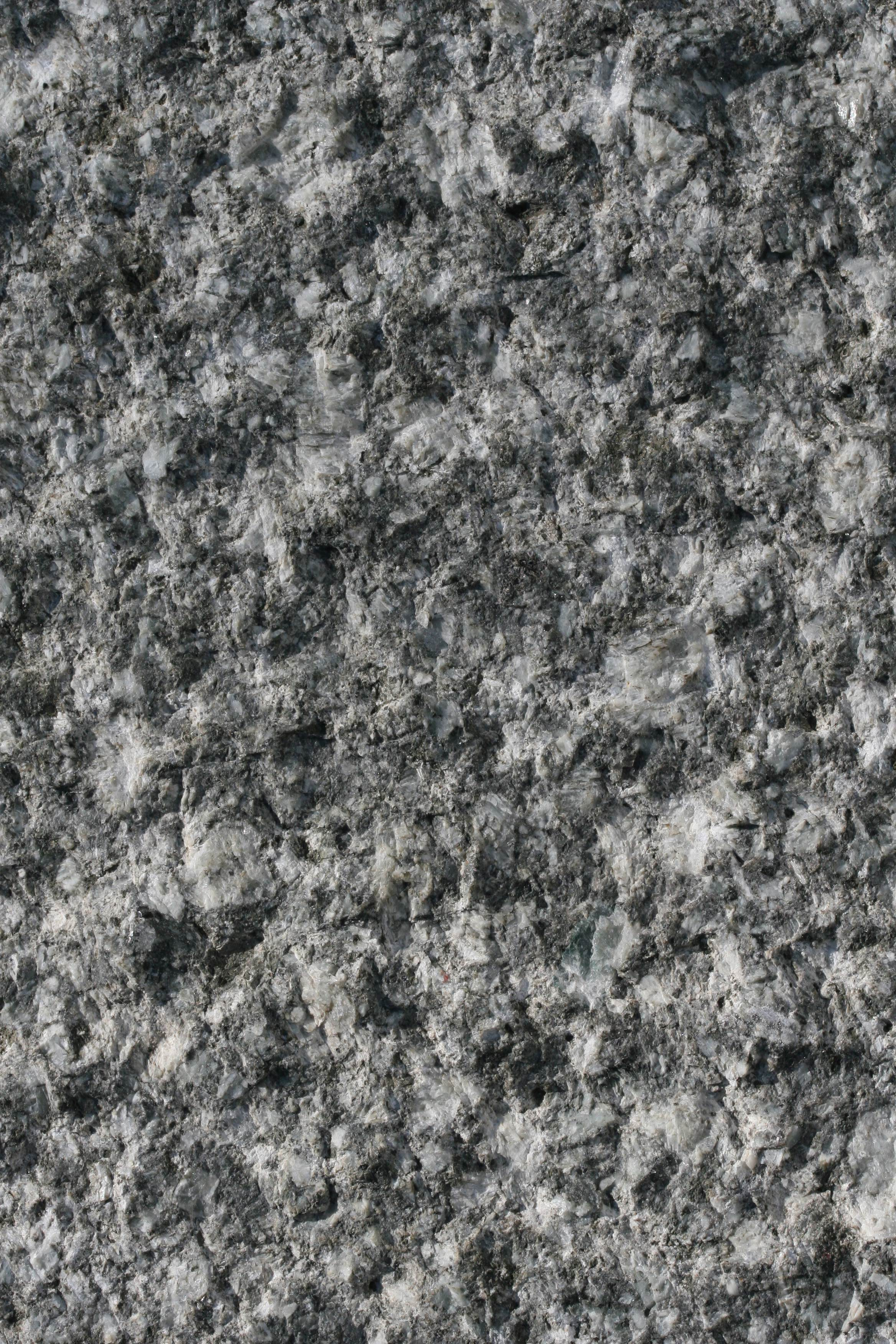
Punktgespitzte Steinoberfläche (Beuchaer Granitporphyr),(Muster ca. 25 × 15 cm)
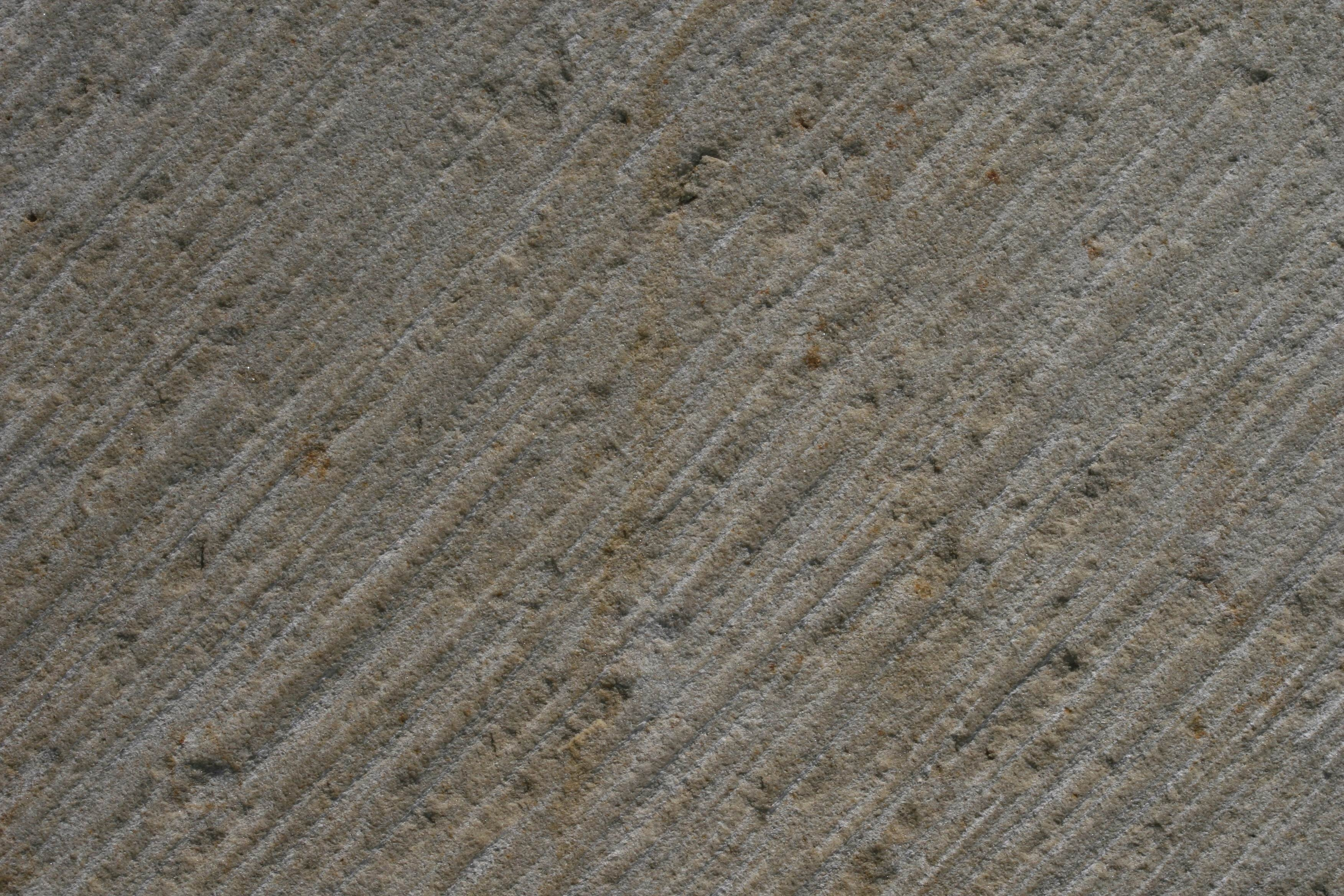
Gebeilte Steinoberfläche aus Obernkirchener Sandstein, Muster ca. 25 × 15 cm
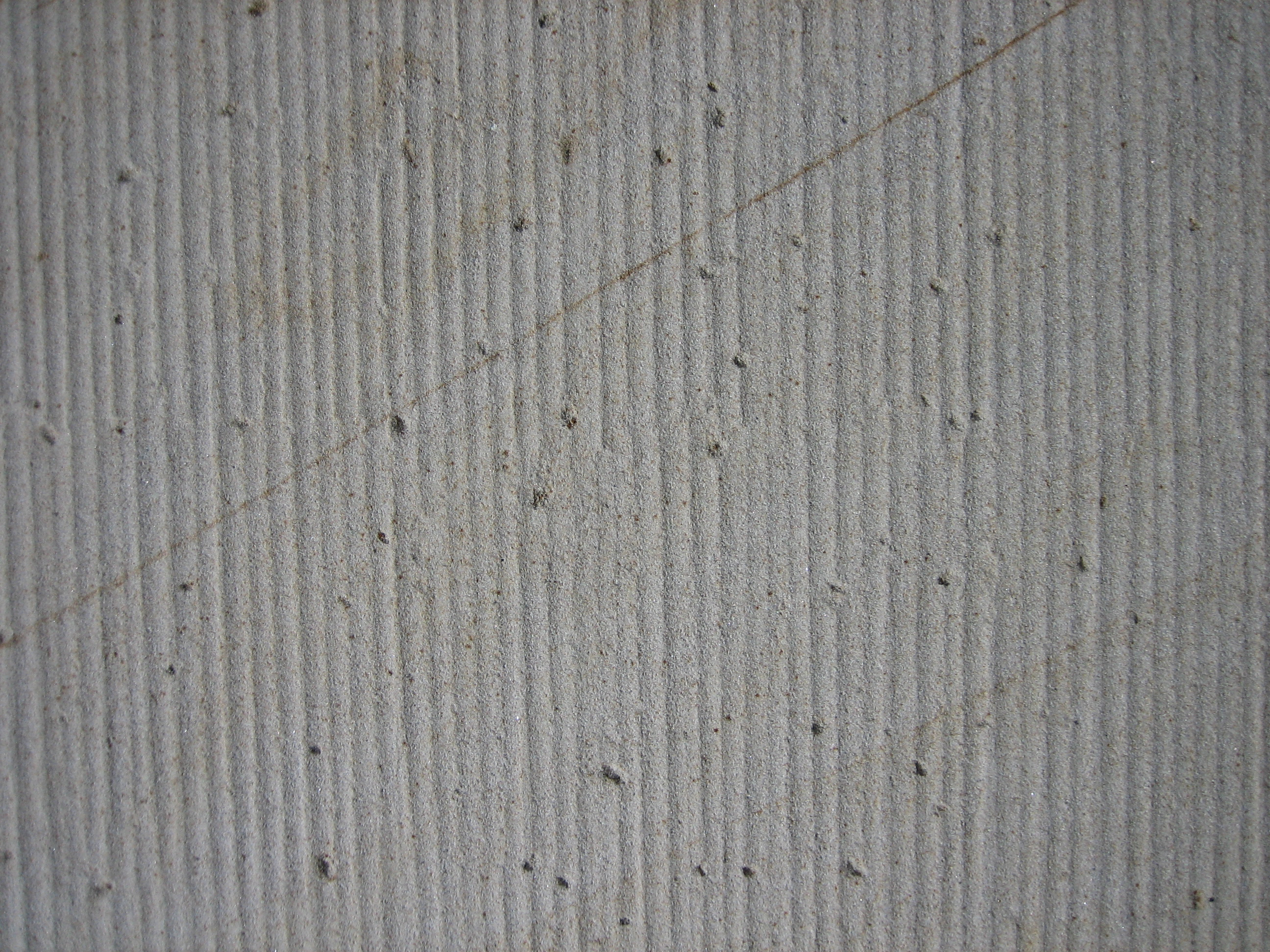
Scharrierte Steinoberfläche aus Sandstein
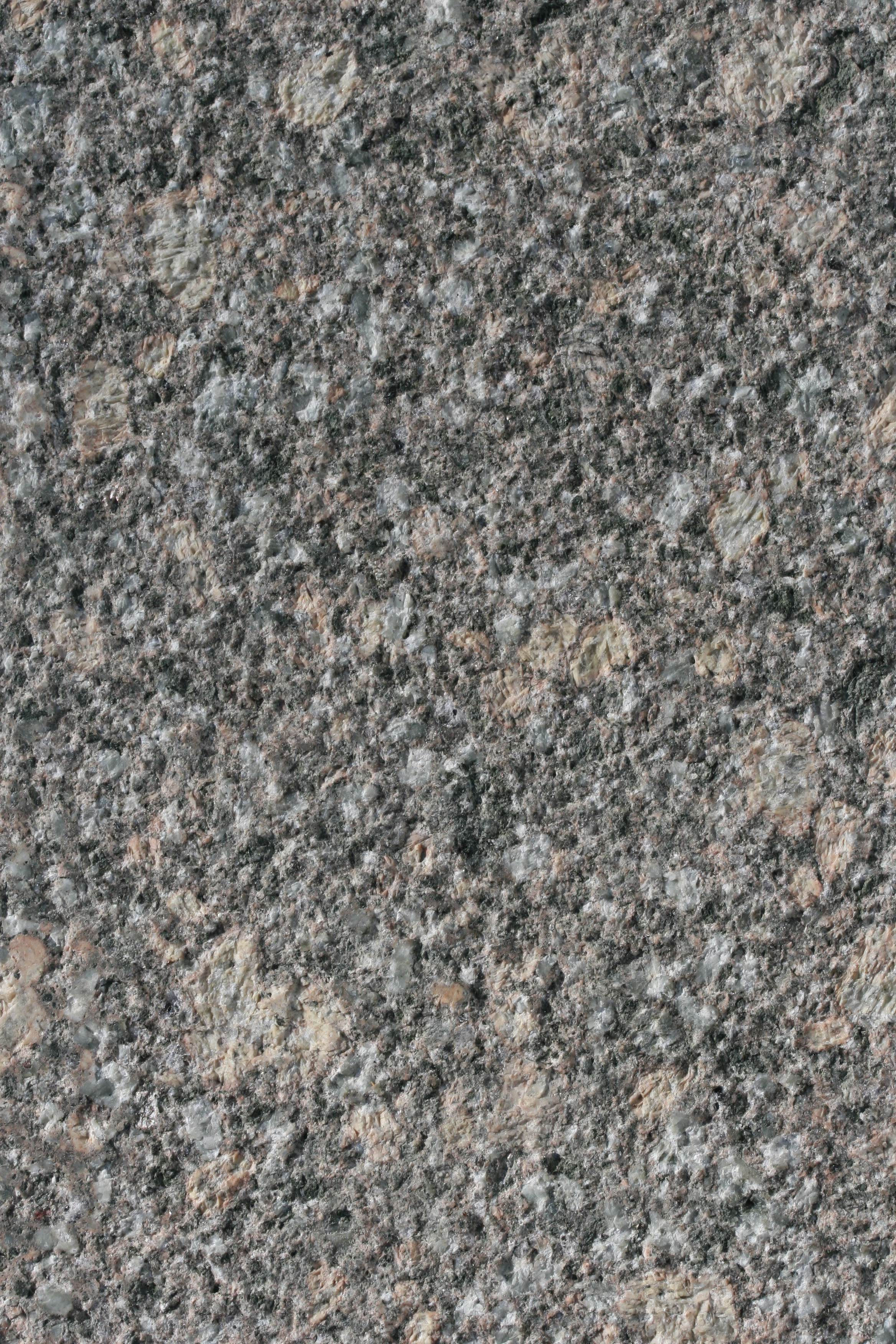
Gestockte Steinoberfläche aus Beuchaer Granitporphyr (Muster ca. 25 × 15 cm)

Mit Maschinen oder Gerätschaften hergestellte Oberflächen
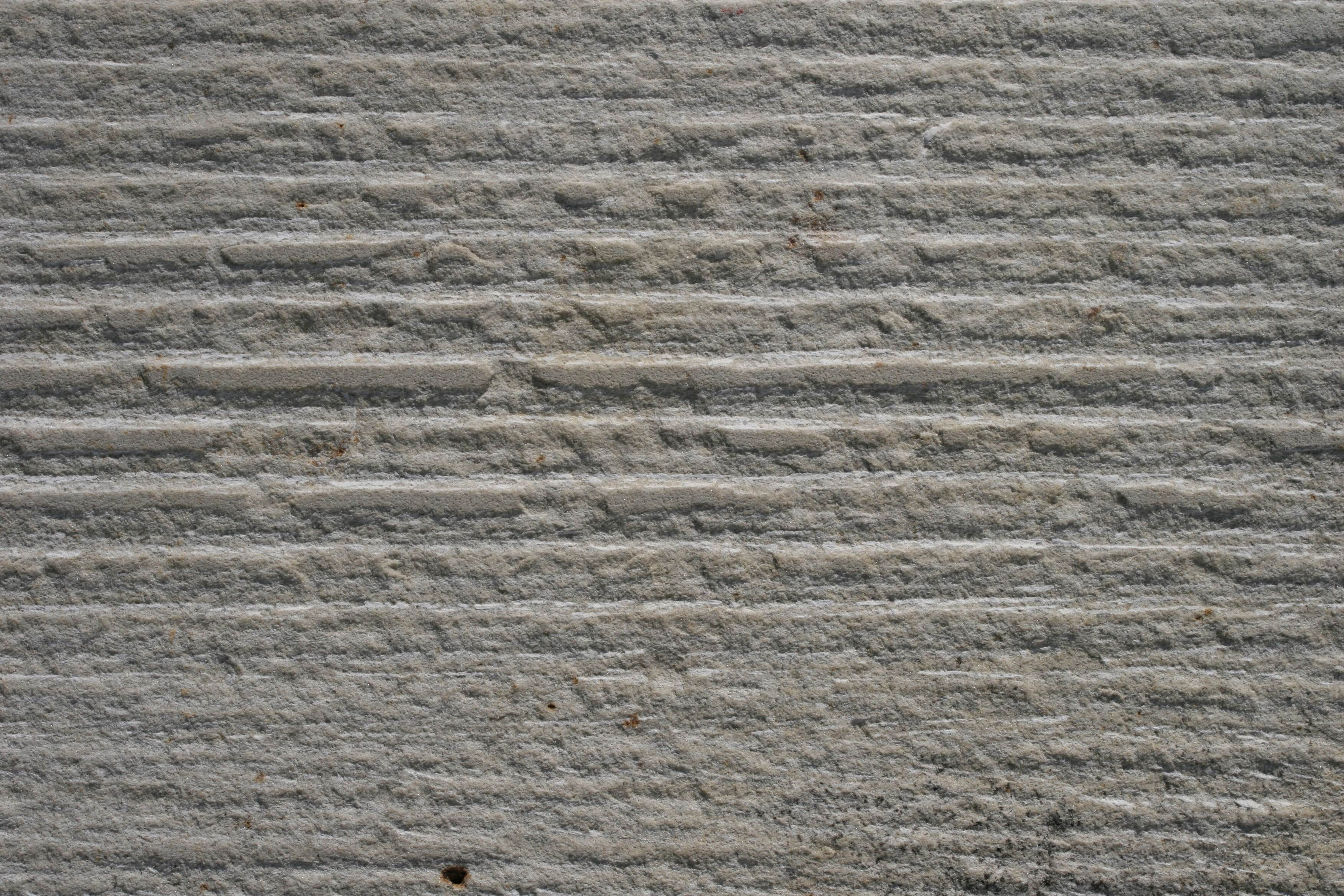
Maschinenscharrierte Steinoberfläche aus Obernkirchener Sandstein (Muster ca. 25 × 15 cm)
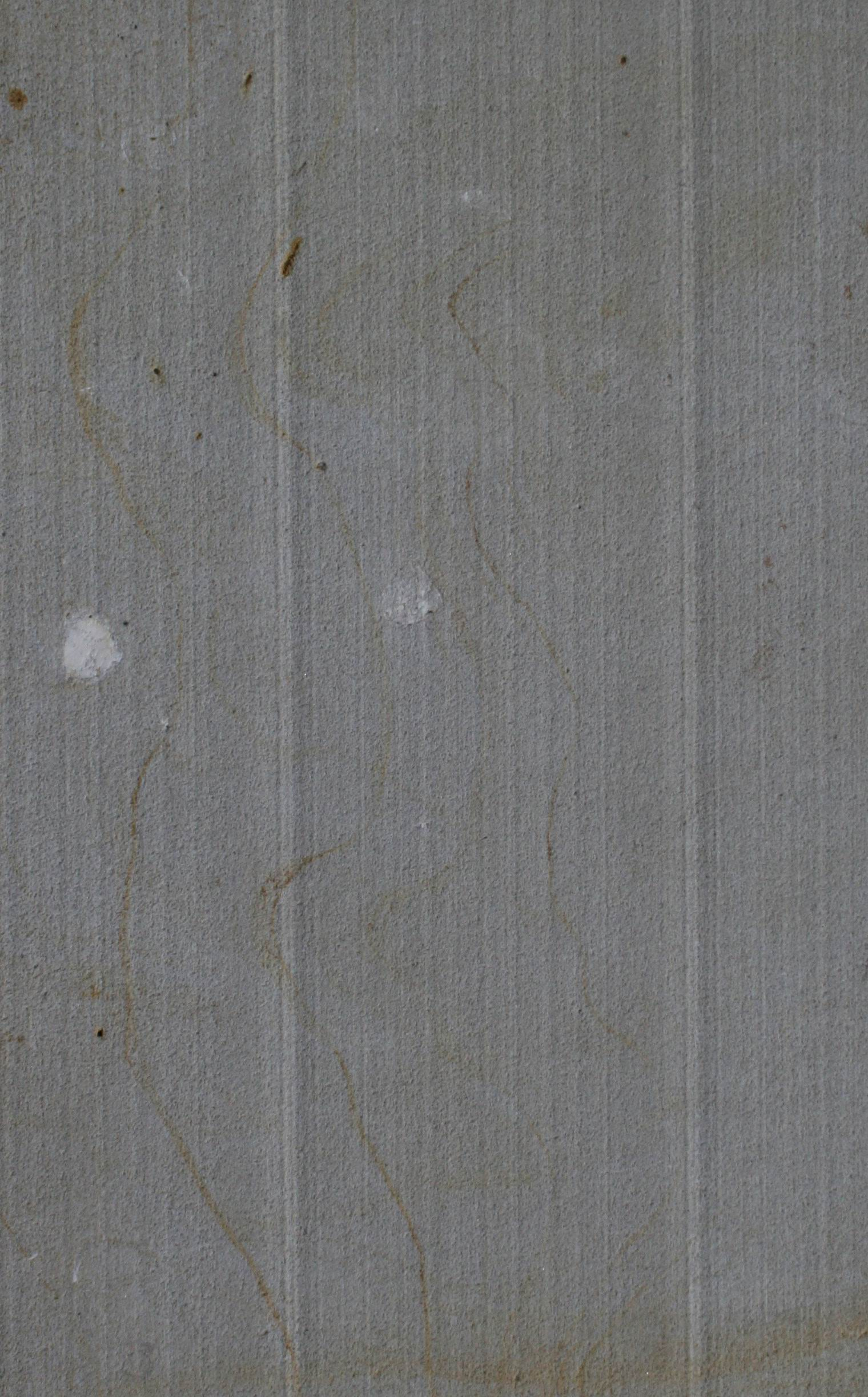
Gefräste Steinoberfläche aus Sandstein (Muster ca. 25 × 15 cm)
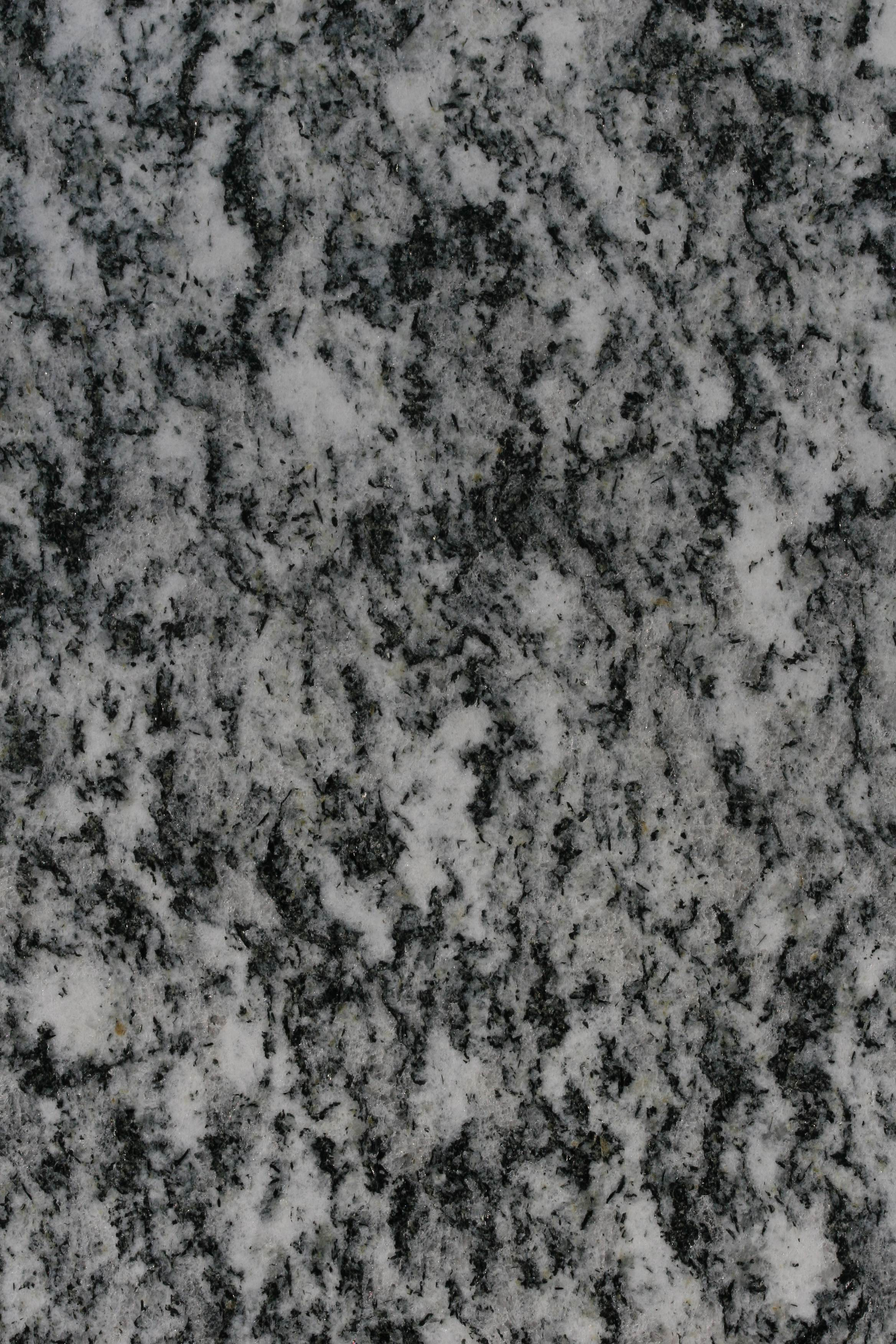
Polierte Steinoberfläche des Serizzo (Gneis), Schweiz, (Muster ca. 25 × 15 cm)
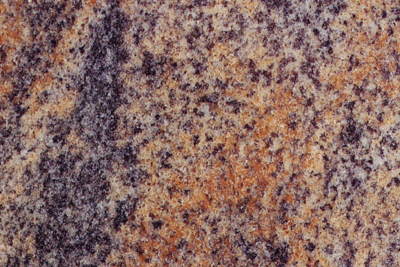
Polierte Oberfläche eines Gneises namens Hallandia (Schweden)
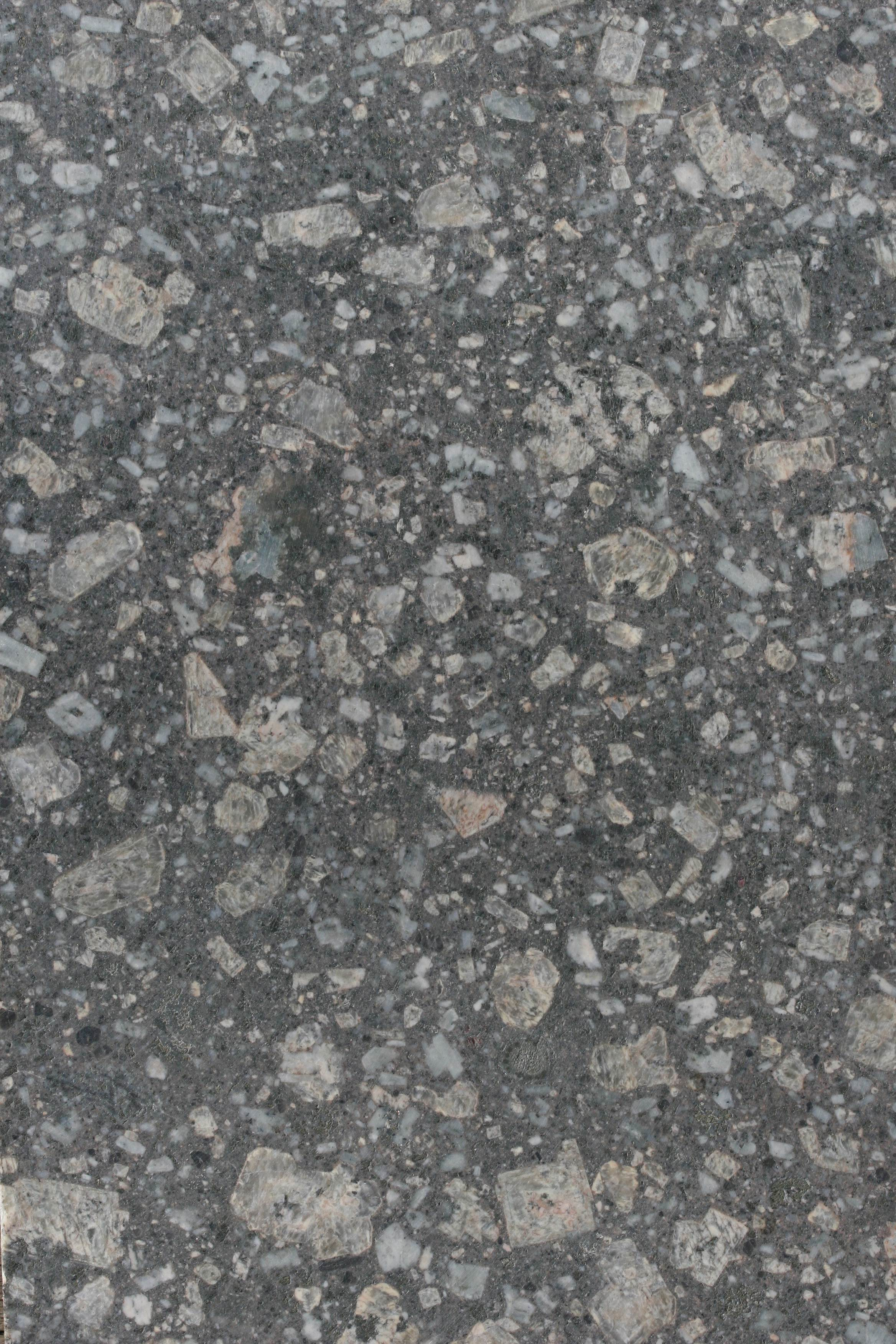
Geschliffene Steinoberfläche (Beuchaer Granitporphyr), (Muster ca. 25 × 15 cm)
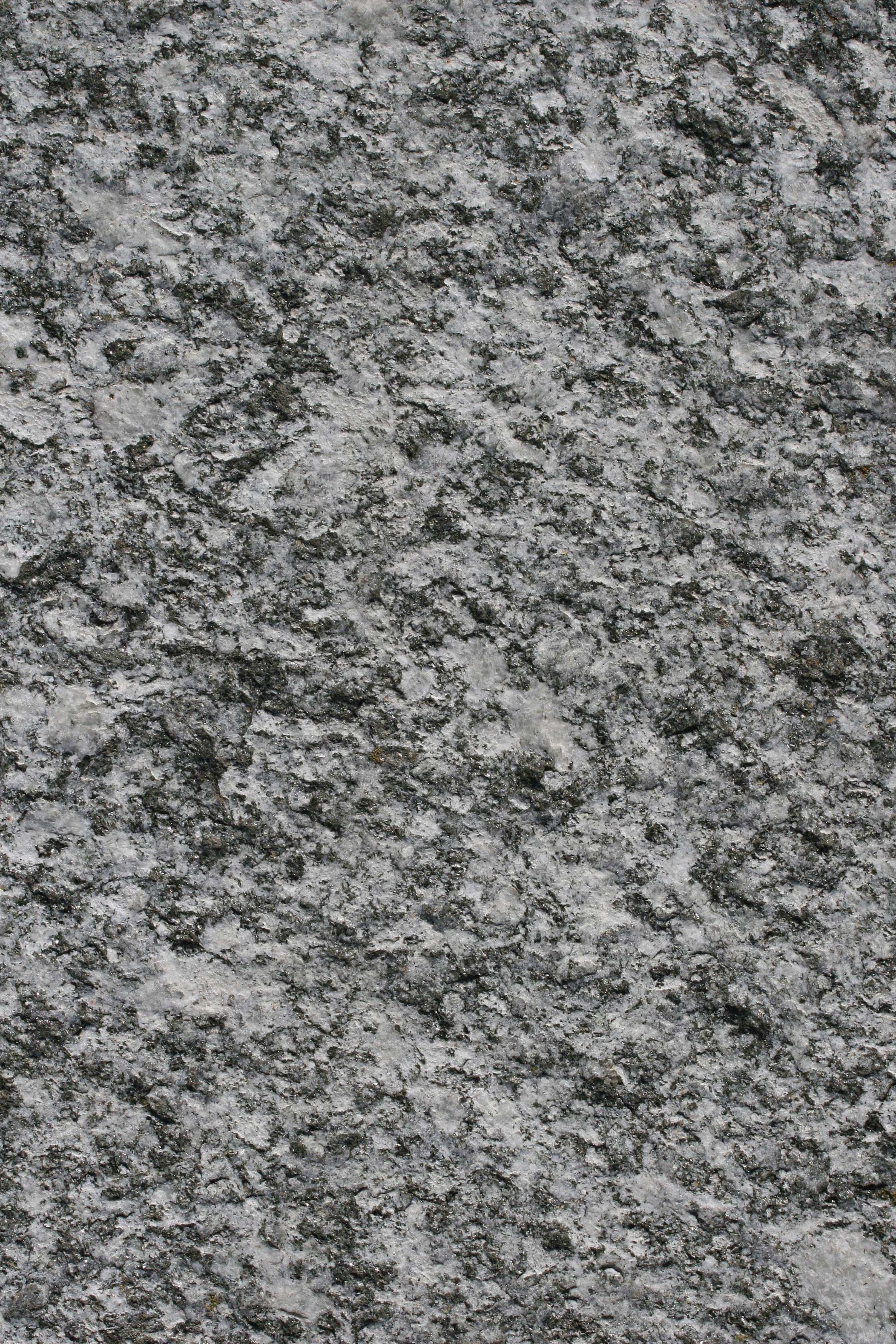
Beflammte Steinoberfläche (Serizzo), (Muster ca. 25 × 15 cm)
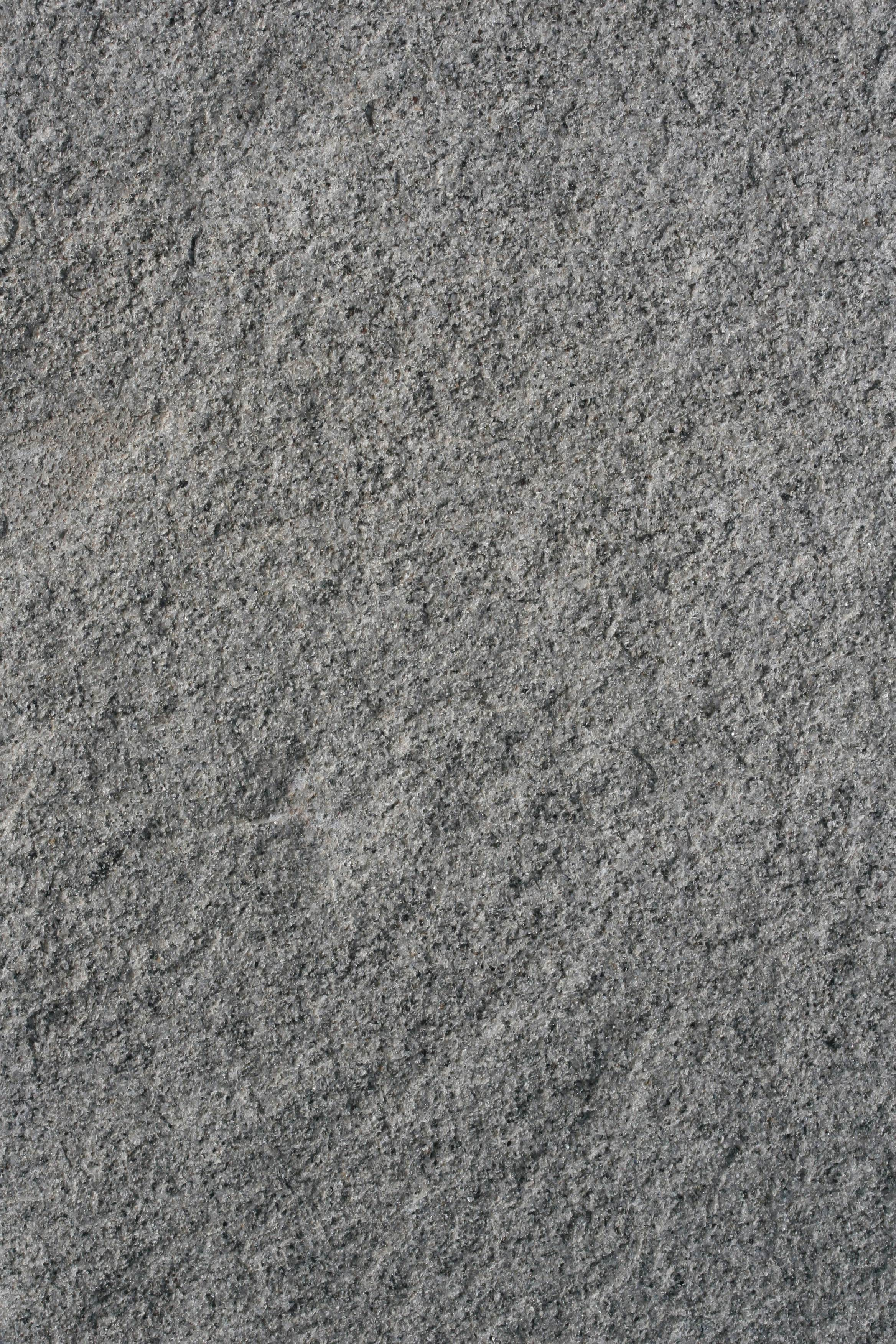
Beflammte Steinoberfläche (Ruhrsandstein), (Muster ca. 24 × 14 cm)
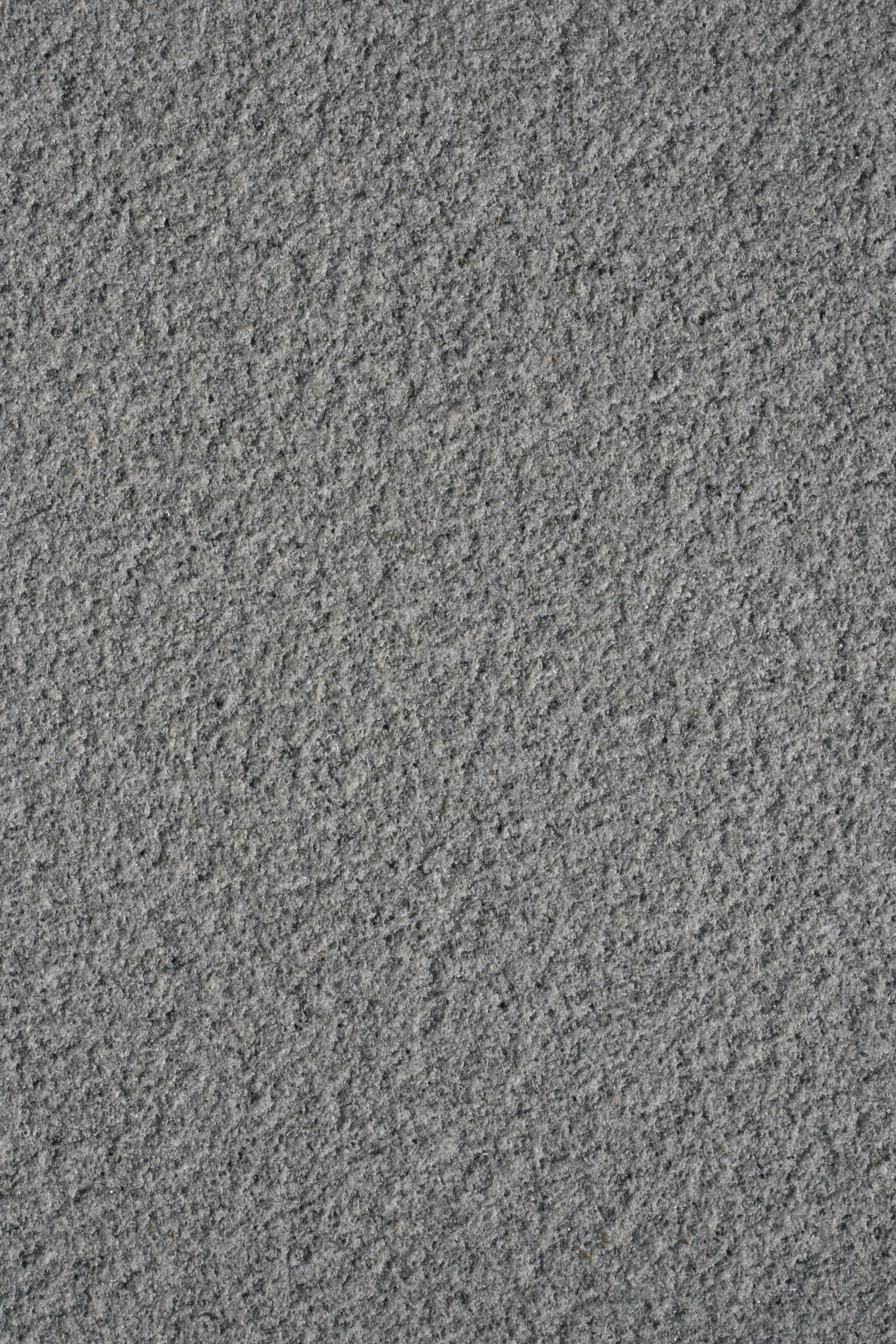
Sandgestrahlte Oberfläche Ruhrsandstein, (Muster ca. 24 × 15 cm)

## Normen für Naturwerkstein
Deutschland
- DIN 18332 Teil C: Allgemeine Technische Vertragsbedingungen für Bauleistungen (ATV); Naturwerksteinarbeiten
- DIN 18516-3 Außenwandbekleidung hinterlüftet; Teil 3: Naturwerkstein, Anforderungen, Bemessung

Österreich
- ÖNORM B 2213 Steinmetz- und Kunststeinarbeiten – Werkvertragsnorm

Schweiz
- Norm SIA 118/246 Allgemeine Bedingungen für Natursteinarbeiten
- Norm VSS 640480a Pflästerungen

Europa
- Begriffe und Definitionen:
  - EN 12670 Naturstein – Terminologie
  - EN 12440 Naturstein – Kriterien für die Bezeichnung
- Prüfnormen für Naturwerkstein:
  - EN 1341 Natursteinplatten für Außenanwendungen – Anforderungen und Prüfverfahren
  - EN 1342 Pflastersteine (aus Naturstein) für Außenbereiche – Anforderungen und Prüfverfahren
  - EN 1343 Bordsteine aus Naturstein für Außenbereiche – Anforderungen und Prüfverfahren
  - EN 1925 Prüfverfahren von Naturstein – Bestimmung des Wasseraufnahmekoeffizienten infolge Kapillarwirkung
  - EN 1926 Prüfverfahren für Naturstein – Bestimmung der Druckfestigkeit
  - EN 1936 Prüfung von Naturstein – Bestimmung der Reindichte, der Rohdichte, der offenen Porosität und der Gesamtporosität
  - EN 12370 Prüfverfahren für Naturstein – Bestimmung des Widerstandes gegen Kristallisation von Salzen
  - EN 12371 Prüfung von Naturstein – Bestimmung des Frostwiderstandes
  - EN 12372 Prüfverfahren für Naturstein – Bestimmung der Biegefestigkeit unter Mittellinienlast
  - EN 13161 Prüfverfahren für Naturstein – Bestimmung der Biegefestigkeit unter Drittellinienlast
  - EN 13364 Prüfung von Naturstein – Bestimmung der Ausbruchslast am Ankerdornloch
  - EN 13755 Prüfverfahren für Naturstein – Bestimmung der Wasseraufnahme unter atmosphärischen Druck
  - EN 14157 Prüfverfahren für Naturstein – Bestimmung des Widerstandes gegen Verschleiß
  - EN 14231 Prüfverfahren für Naturstein – Bestimmung des Gleitwiderstandes mit Hilfe des Pendelprüfgerätes
- Produktnormen:
  - EN 771–6 Festlegung für Mauersteine – Natursteine
  - EN 1467 Rohblöcke
  - EN 1468 Halbfertigerzeugnisse (Rohplatten)
  - EN 1469 Fertigerzeugnisse, Bekleidungsplatten (Fassadenplatten)
  - EN 12057 Fertigerzeugnisse, Fliesen
  - EN 12058 Bodenplatten und Stufenbeläge
  - EN 12059 Fertigerzeugnisse, Steine für Massivarbeiten (Entwurf)

## Darstellungen zur Geschichte des Naturwerksteinabbaus und Sammlungen
Die Naturwerksteine haben ähnlich wie die aus ihnen errichteten Bauwerke und Denkmale eine eigene Abbau- und Nutzungsgeschichte. Einige Institutionen informieren über die Geschichte und die Technologien des Natursteinabbaus. Sie finden sich vorzugsweise in Regionen mit bedeutenden Traditionen der Werksteingewinnung. In Europa gibt es dafür mehrere Orte, wie in Havixbeck das Baumberger Sandsteinmuseum, in Häslich die Schauanlage und Museum der Granitindustrie, das Grünsandsteinmuseum von Soest, das Lahnmarmormuseum in Villmar, das Steinmuseum Solothurn, in Bellignies das Musée du Marbre et de la Pierre Bleue (Museum des Marmors und Blausteins), in den schwedischen Ortschaften Hunnebostrand und Vånevik jeweils ein Stenhuggarmuseum (Steinhauermuseum), das Museo di Storia Naturale dell’Accademia dei Fisiocritici (Museum der Naturgeschichte) in Siena sowie das Museo del Marmo (Museum des Marmors) in Botticino Mattina.
Eine international wirkende Organisationen, die sich aus wissenschaftlicher Sicht mit dem antiken Natursteinabbau und seinen Anwendungen befasst, ist die ASMOSIA. Weiterhin sind auf diesem Sektor zahlreiche Universitäten forschend tätig.
Weltweit sind nur wenige Naturwerksteinsammlungen öffentlich zugänglich. Dazu gehören die Kollektionen des Naturhistorische Museums in Wien, des Deutschen Natursteinarchivs und der Smithsonian Institution. Die heutige Bau- und Dekorationsgesteinssammlung des Naturhistorischen Museums von Wien entstand 1878 mit einer Schenkung und wurde durch Felix Karrer weiter aufgebaut. Um 1890 umfasste sie bereits 7000 Muster. Sie alle zählen zu den größten ihrer Art. Neben zahlreichen weiteren institutionellen Sammlungen gibt es auch private Kollektionen mit besonderen Sammlungsschwerpunkten. Oft widmen sich kleinere Sammlungen speziellen und regionalen Themen.

## Naturstein-Fachverbände

### Deutschland
In Deutschland teilen sich die Fachverbände für Naturstein in Industrie und Handwerk auf. Es gibt den Bundesverband Deutscher Steinmetze mit Sitz in Frankfurt am Main, der sich in 16 regionale Landesinnungen untergliedert. Der Bundesverband vertritt die Interessen des Steinmetz- und Steinbildhauerhandwerks. Der Deutsche Naturwerksteinverband mit Sitz in Würzburg organisiert die bundesdeutschen Steinindustriebetriebe. Beide Verbände haben eine gemeinsame Dachorganisation im Zentralverband der Deutschen Natursteinwirtschaft (ZDNW).

### Schweiz
Der Verband Schweizer Bildhauer- und Steinmetzmeister – VSBS in der Schweiz vertritt die berufsspezifischen Interessen des Bildhauer- und Steinmetzgewerbes in der Öffentlichkeit und den Behörden gegenüber. Der Naturstein-Verband Schweiz – NVS organisiert die natursteinverarbeitenden Industrie. In der Schweiz gibt es die Arbeitsgemeinschaft Pro Naturstein Schweiz als Dachorganisation mit Sitz in Bern, die sich aus Handwerk und Industrie sowie aus weiteren Verbänden wie dem Pflästerern und den Naturstein-Verbände der französisch- und italienischsprachigen Schweiz zusammensetzt.

### Österreich
Die Handwerksbetriebe sind in Österreich in der Bundesinnung der Österreichischen Steinmetzmeister bei der Wirtschaftskammer Österreich organisiert. Die Steinindustriebetriebe Österreichs sind in der Vereinigung Österreichischer Natursteinwerke mit Sitz in Linz vertreten.

### Europa
In Europa haben sich mehrere Länder zu einem Natursteinverband EUROROC (European Federation of Dimension Stone) zusammengeschlossen, der sich der Interessen der europäischen Natursteinbranche annimmt. Es sind dies die Naturstein-Fachverbände der Länder Deutschland, Finnland, Italien, Norwegen, Österreich, Polen, Spanien, Schweden und der Schweiz.

## Naturwerksteinmessen
In Europa gibt es zahlreiche Naturstein-Messen. Die beiden größten Messen sind die Natursteinmesse „stone+tec“ in Nürnberg und die Natursteinmesse „MARMOMACC“ in Verona. Eine weitere Fachmesse findet alle zwei Jahre in Carrara statt. Des Weiteren gibt in England die „Stoneshow“ in London und in Polen die Stone Industry Fair" in Poznań (Posen).
Seit 2004 jährlich eine Fachtagung zum Thema „Natursteinsanierung“ statt.

### Gesteinskunde
- Friedrich Müller: Gesteinskunde. 7. Auflage. Ebner, Ulm 2005, ISBN 3-87188-122-8.
- Friedrich Müller (Hrsg.): INSK – Die internationale Natursteinkartei für den aktuellen Markt. Ebner, Ulm 2006.
- Wolf-Dieter Grimm (Hrsg.): Bildatlas wichtiger Denkmalgesteine in der Bundesrepublik Deutschland. Lipp, München 1990. (Arbeitshefte des Bayerischen Landesamtes für Denkmalpflege 50)
- Johannes H. Schroeder (Hrsg.): Steine in deutschen Städten. Selbstverlag Geowissenschaftler in Berlin und Brandenburg e. V., Berlin 2009, ISBN 978-3-928651-13-4.
- Monica T. Price: Decorative stone. The complete sourcebook. Thames & Hudson, London 2007, ISBN 978-0-500-51341-5.
- Raymond Perrier: Les roches ornementales. edition pro roc, Ternay 2004, ISBN 2-9508992-6-9.
- Wolfhard Wimmenauer: Petrographie der magmatischen Gesteine und metamorphen Gesteine. Enke, Stuttgart 1985, ISBN 3-432-94671-6.
- Roland Vinx: Gesteinsbestimmung im Gelände. Elsevier, München 2005, ISBN 3-8274-1513-6.
- Hans Murawski, Wilhelm Meyer: Geologisches Wörterbuch. 11. Auflage. Spektrum-Akademischer Verlag, München 2004, ISBN 3-8274-1445-8.
- Albrecht Germann, Ralf Kownatzki, Günther Mehling (Hrsg.): Natursteinlexikon. Callwey, München 2001, ISBN 3-7667-1555-0.
- Klaus Börner, Detlev Hill: Große Enzyklopädie der Steine auf CD-ROM. Die Natursteindatenbank 2008. Abraxas, Hasede 2007, ISBN 978-3-934219-17-5.

### Fachkunde
- Deutscher Naturwerkstein-Verband (DNV) (Hrsg.): Naturstein und Architektur. Callwey, München 1992, ISBN 3-7667-1030-3.
- Christoph Mäckler (Hrsg.): Werkstoff Stein – Material, Konstruktion, zeitgenössische Architektur. Birkhäuser, Basel 2004, ISBN 3-7643-7014-9.
- Gabriele Grassegger, Gabriele Patitz, Otto Wölbert (Hrsg.): Natursteinbauwerke. Untersuchen – Bewerten – Instandsetzen. Fraunhofer IRB Verlag, Stuttgart 2014, ISBN 978-3-8167-9196-6 / ISBN 978-3-8062-3036-9 (Theiss, Darmstadt).
- Rolf Snethlage, Michael Pfanner: Leitfaden Steinkonservierung. Planung von Untersuchungen und Maßnahmen zur Erhaltung von Denkmälern aus Naturstein. Fraunhofer IRB Verlag, 4. überarbeitete und erweiterte Auflage, Stuttgart 2013, ISBN 978-3-8167-8633-7.
- Kurt Müller: Sie formten den Stein. Nürnberger Steinmetzen beim Wiederaufbau. Zum Gedenken an Jakob Schmidt. In: Altstadtfreunde Nürnberg e. V. (Hrsg.): Nürnberger Altstadtberichte. Heft 9, 1984.
- Horst und Margaret Wanetschek: Grabmale – Zeichen der Erinnerung. 400 Beispiele aus der Werkstatt von Steinmetz und Bildhauer. Callwey, München 2002, ISBN 3-7667-1631-X.
- Alfred Stein: Fassaden aus Natur- und Betonwerkstein, Konstruktion und Bemessung nach DIN 18516. Callwey, München 2000, ISBN 3-7667-1407-4.
- Willy Hafner: Leben mit Naturstein: Bäder. Von klassisch über modern bis Hightech. Callwey, München 2001, ISBN 3-7667-1494-5.
- Detlev Hill: Naturstein im Innenausbau. Gestaltung und Ausführung. Müller, Köln 2003, ISBN 3-481-01895-9.
- Detlev Hill, Anja Theurer: Sanierungshandbuch Naturstein, Keramik, Terrazzo. Müller, Köln 2009, ISBN 978-3-481-02301-0.
- Herbert Fahrenkrog: Naturstein im Alltag. Fragen und Antworten. Callwey, München 2007, ISBN 978-3-7667-1729-0.
- Herbert Fahrenkrog: Bodenbeläge aus Natur- und Betonwerkstein: Verlegetechnik. Das Praxisbuch für Planer, Steinmetzen und Fliesenleger. Callwey, München 2001, ISBN 3-7667-1457-0.
- Reiner Flassig: Professionell kalkulieren – erfolgreich wirtschaften. Das Kalkulationshandbuch für die gesamte Steinbranche. Callwey, München 1998, ISBN 3-7667-1369-8.
- Harald Zahn: Natursteingutachten, Schadensfälle vor Gericht. Ebner, Ulm 2007, ISBN 978-3-87188-082-7.
- Roland Reul-Smekens: Fachwörterbuch für Naturstein (Deutsch, Englisch, Italienisch, Spanisch, Portugiesisch, Französisch und Niederländisch). Ebner, Ulm 2003, ISBN 3-87188-090-6.
- Bruno Portmann: Steinbearbeitungen. Mit CD-ROM, Schweizer Baudokumentation, Blauen 2000, ISBN 3-907980-24-7.